# Lista odcinków serialu Życie na fali
W ciągu 4 Serii serialu Życie na fali wyemitowano 92 odcinki. Pierwsza seria liczył 27 odcinków, druga seria 24 odcinki, trzecia seria 25 odcinków, a finałowa czwarta seria 16 odcinków.

## Seria 1
| #  | Tytuł                     | Opis odcinka | Data emisji       | Data emisji     |
| -- | ------------------------- | --- | ----------------- | --------------- |
| #  | Tytuł                     | Opis odcinka | Stany Zjednoczone | Polska          |
| 01 | The Pilot                 | Ryan wraz z bratem Treyem próbują ukraść samochód, jednak zostają złapani. Obrońcą Ryana zostaje Sandy Cohen, który postanawia się nim na jakiś czas zaopiekować. Ryan czekając na podjeździe na Sandy'ego poznaje Marissę. Całe Newport Beach zbiera się na pokazie mody. Po pokazie Summer zaprasza Ryana na imprezę, ten bierze ze sobą Setha. Tam bije się z chłopakiem Marissy, Lukiem. Kirsten nie chce się zgodzić aby Ryan został, więc Sandy odwozi Ryana do domu. Gdy Ryan odkrywa, że jego matka alkoholiczka wyjechała, Sandy zabiera go z powrotem. | 5 sierpnia 2003   | 16 czerwca 2006 |
| 02 | The Model Home            | Ryan podpisuje u Cohenów oświadczenie, że zgadza się na zamieszkanie w schronisku. W nocy postanawia uciec, ale przyłapuje go Seth i zabiera się razem z nim. Marissa zawozi ich do modelowego domu, który buduje firma Kirsten i spędzają wieczór w trójkę. Nazajutrz Sandy zawiadamia policję o zaginięciu Ryana. Seth i Marissa jadą do Ryana i zabierają go do miasta, żeby kupić mu coś na obiad. Do kawiarni, w której siedzą, przychodzi Luke ze znajomymi i dochodzi do kolejnej bójki z Ryanem. Po południu Marissa wraca do modelowego domu, do którego przychodzą Kirsten i Jimmy. Marissa, Seth i Ryan podsłuchują ich rozmowę o kłopotach finansowych Jimmy'ego. Okazuje się, że następnego dnia budowlańcy mają zacząć wykańczać dom. Ryan ma zamiar jechać do Teksasu. Seth ma mu przywieźć bilet, ale Sandy zabiera go na poszukiwanie Ryana. Marissa kłóci się z Lukiem i przyjeżdża do Ryana. Chce zostać na noc w modelowym domu, ale Ryan wie, że to nie ma sensu. Marissa wybiega z domu z płaczem, co widzi Luke. Atakuje Ryana i przypadkowo podpalają modelowy dom. Kirsten przekazuje pieniądze Jimmy'emu. Ryan zmusza Luke'a, żeby pojechał z nim do Cohenów i przyznał, że pożar był wypadkiem. Seth przyznaje się, że to on wpadł na pomysł z modelowym domem, ponieważ nie chciał, żeby Ryan wyjechał. Policja zabiera Ryana i Luke'a na komisariat. | 12 sierpnia 2003  | 19 czerwca 2006 |
| 03 | The Gamble                | Ryan jest tymczasowo w więzieniu, Marissa nie chce go odwiedzić, bo boi się straty Luke'a. Odwiedza go za to Seth z Kirsten, na skutek czego Ryan znów ląduje w domu Cohenów, jednak oni chcą odnaleźć matkę chłopaka. Po niedługim czasie udaje im się to, sprowadzają ją do rezydencji i zabierają na "Vegas Night", gdzie zbiera się cała ekipa Orange Country. Niestety, kobieta upija się na imprezie. Niczego nieświadomy Seth powoli poznaje Summer, a Marissa godzi się z Lukiem. Pijana pani Atwood wywraca się na kelnera, przewracając stolik i tym samym robiąc zamieszanie na całej imprezie. Podnoszą ją Luke i Seth, po czym oddają w ręce Sandy'ego i Ryana, który wyznaje, że mimo wszystko ją kocha. Rano kobieta chce wymknąć się bez słowa i zostawić syna pod opieką Cohenów, jednak na tarasie widzi ją Kirsten. Stara się przekonać ją, by była matką i została z Ryanem, jednak ta twierdzi, że Cohenowie będą dla niego lepszą rodziną. Ryan zostaje zaadoptowany przez rodzinę z OC. | 19 sierpnia 2003  | 20 czerwca 2006 |
| 04 | The Debut                 | W Newport Beach ma się odbyć Kotylion, na którym młode kobiety wkraczają w dorosłe społeczeństwo. Każda z nich ma mieć partnera do tańca, więc Ryan i Seth też mają być. W pracy Sandy dowiaduje się, że Jimmy (ojciec Marissy) jest kompletnym bankrutem, na dodatek pożyczył dużo pieniędzy od znajomych i nie oddał ich. Młodzież idzie na próbę tańca na Cotillion, gdzie pojawia się tajemnicza Anna z Pittsburgha, która ma tańczyć z Ryanem (Summer z Sethem, a Marissa z Lukiem). Na dzień przed Cotillionem młodzież urządza imprezę. Luke jest zazdrosny o Coop, gdyż ta rozmawia z Ryanem, więc uderza Chino. Następnego dnia Marissa i Ryan nie mają zamiaru iść na Cotillion. Wykorzystuje to Summer, która postanawia tańczyć z Lukiem. Natomiast Seth bierze za partnerkę Anne. Lecz i Ryan, i Marissa zjawiają się, więc nie pozostaje im nic innego jak tańczyć razem. Luke nie godzi się na to i wychodzi z balu, zostawiając Summer na lodzie. Podczas walca mężczyzna, któremu Jimmy nie oddał pieniędzy, uderza go, przez co Kotylion się kończy. | 26 sierpnia 2003  | 21 czerwca 2006 |
| 05 | The Outsider              | Ryan by uniezależnić się od pieniędzy Cohenów podejmuje pracę w restauracji. Tu spotyka Donnie. To chłopak z dawnej okolicy Ryana, dobrze się rozumieją. Zaprasza go na imprezę. Ryan ma zamiar iść na nią z Sethem. Ryan prosi Marissę, by dali sobie szanse. Proponuje mu randkę. Ma się jednak odbyć wtedy gdy impreza Donnie. Ryan staje przed dylematem. Tymczasem Julie chce się rozwieść z mężem. Luke zostaje postrzelony przez przypadek na imprezie w Newport. | 2 września 2003   | 22 czerwca 2006 |
| 06 | The Girlfriend            | Caleb Nichol wraca do Newport Beach. Kirstem postanawia urządzić z tej okazji przyjęcie. Caleb przyjeżdża wraz z nową partnerką – Gabrielle i wprowadza niezłe zamieszanie. Kłóci się z córką na temat Ryana i firmy. Nie może porozumieć się także z Sandym. Julie oznajmia Jimmy'emu swoją decyzje o rozwodzie. Ten prosi ojca Kirsten o prace. Spotyka się z odmową. Żona postanawia mu pomóc. Seth i Summer całują się po raz pierwszy.Gabrielle uwodzi Ryana, widzi to Marissa, która postanowiła wcześniej, że da szanse Ryanowi. Zrozpaczona spędza noc z Lukiem. Ryan prosi Marissę, by mu wybaczyła. Ta jednak odmawia. | 9 września 2003   | 23 czerwca 2006 |
| 07 | The Escape                | Kirsten postanawia pomóc Jimmy'emu w jego nowym interesie. Podczas rozmowy nagle całują się, ale mężczyzna ją przeprasza. Seth, Summer, Marissa i Ryan postanawiają wyjechać do Tijuany. Luke jedzie tam z Holly, która jest jego dziewczyna, jednocześnie chłopak spotyka się z Marissą. Kirsten dowiaduje się, że Sandy ma nową pracę, i współpracowniczkę Rachel, która jest jego przyjaciółką sprzed lat. Ryan, Seth, Summer i Marissa w Tijuanie widza Luke'a, a Holly i Marissa poznaje prawdę o swoim chłopaku. Sandy spędza dużo czasu w pracy z Rachel. Marissa pije w barze i bierze tabletki na które jest uczulona. Ryan, Seth i Summer ruszają na jej poszukiwania. W końcu znajdują nieprzytomną dziewczynę na ulicy i postanawiają zabrać ją do szpitala. | 16 września 2003  | 26 czerwca 2006 |
| 08 | The Rescue                | Marissa przebywa w szpitalu. Julie chce umówić ją na wizytę z psychiatrą, jednocześnie zabrania córce spotykać się z Ryanem, którego obwinia o wszystkie problemy. Okazuje się, że Marissa miała kiedyś problemy z anoreksją. Kirsten zabiera Ryana do szkoły w Newport. Chłopak niechętnie chce zabrać się do nauki. Aby dostać się do szkoły najpierw musi zdać egzamin. Kirsten poznaje Rachel. Jimmy wyprowadza się od Julie do wynajętego mieszkania. Marissa prosi przyjaciół o pomoc w ucieczce ze szpitala. Boi się, że Julie wywiezie ją do szpitala psychiatrycznego. Seth mówi Ryanowi, że muszą jej pomóc. Ryan przerywa egzamin i jedzie do szpitala. | 29 września 2003  | 27 czerwca 2006 |
| 09 | The Heights               | Sandy ma bronić bagien, by firma ojca Kirsten nie wybudowała tam ośrodka sportowego. Po tym, co stało się w Meksyku Marissa nie chce rozmawiać z Lukiem, jednak po jakimś czasie godzą się, o czym dziewczyna nie mówi Ryanowi, jednak ten widział to przez szybę. Następnego dnia Ryan fauluje Luka na treningu piłki nożnej, co wzbudza złość Coop. Anna pomaga Sethowi zdobyć Summer. Chłopak nie wie, że jego "pomocna kumpela" jest w nim zakochana. Do Newport przyjeżdża lunapark, na którym Ryan godzi się z Marissą, a Seth idzie na kolejkę z Summer raniąc Annę – lecz ta posłusznie udaje kumpelę, nawet przy pocałunku z Sethem. | 5 listopada 2003  | 28 czerwca 2006 |
| 10 | The Perfect Couple        | Na jachcie Caleba ma się odbyć bal dobroczynny. Julie przychodzi do mieszkania Jimmy'ego i prosi Marissę, żeby przyszła. Dziewczyna zgadza się, licząc, że jej matka się zmieniła. Bierze ze sobą Ryana, który nie jest przekonany do tego pomysłu, ale już wcześniej obiecał Marissie, że pójdą na randkę. W noc przed balem Ryan widzi, jak Julie całuje się z Calebem. Kobieta dostrzega, że jest obserwowana, i podczas balu mówi chłopakowi, żeby trzymał się z daleka od ich spraw. Ryan nie potrafi okłamywać Marissy i mówi jej o romansie. Kiedy Marissa ma ogłosić, kto jest zwycięzcą loterii, zamiast tego wyjawia gościom, co łączy Caleba i Julie. Po balu zostaje na noc u Ryana. Seth zaprasza na bal Annę. Summer jest zaskoczona. Podczas przyjęcia całuje go i zabrania mu o tym mówić. Podczas narady w sprawie kupna bagien dochodzi do spięcia między Sandy'm i Calebem. Kirsten jest wściekła na męża, tym bardziej, że ten coraz później wraca z pracy i nie pojawia się na balu. Wygrywają jednak romantyczną wycieczkę i postanawiają się pogodzić. | 12 listopada 2003 | 29 czerwca 2006 |
| 11 | The Homecoming            | W Święto Dziękczynienia Ryan jedzie odwiedzić swojego brata w więzieniu. Marissa zabiera się z nim. Trey prosi ich o dostarczenie kradzionego samochodu do dilera, któremu jest winien pieniądze. Muszą pojechać do domu Theresy, byłej dziewczyny Ryana. Ryan każe Marissie wracać do domu, a sam odwozi samochód. Diler mówi mu, że jest winien odsetki i prowokuje go do bójki. Ratuje go Marissa, która podjeżdża na parking. Wracają do więzienia, gdzie Trey mówi Ryanowi, żeby zaczął nowe życie w Newport. U Cohenów pojawia się Jimmy i Rachel (Cohenowie chcą ich wyswatać), a także Julie i Caleb, którym odwołano catering. Atmosfera robi się napięta, kiedy okazuje się, że Marissa pojechała z Ryanem. Julie kłoci się z Jimmym, a Caleb z Rachel. Seth zaprasza Annę i całuje się z nią w swoim pokoju. Niezapowiedzianie pojawia się Summer i zaprowadza Setha do domku nad basenem, gdzie także go całuje. Chłopak biega od jednej dziewczyny do drugiej, aż wreszcie w kuchni włącza się alarm i wszyscy, włącznie z dziewczynami, zbiegają na dół. Dziewczyny są wściekłe na Setha i obie wychodzą z imprezy. | 19 listopada 2003 | 30 czerwca 2006 |
| 12 | The Secret                | Seth musi przeprosić Summer i Annę, które zjednoczyły się przeciwko niemu i udają przyjaciółki. W końcu zdobywa się na odwagę i prosi je o wybaczenie. Dziewczyny natychmiast kończą swoją "przyjaźń" i na nowo rozpoczynają wojnę o Setha. Luke i Ryan mają przygotować razem referat. Widzi jednak, że pan Ward ma romans ze swoim współpracownikiem i mówi o tym Marissie. Następnego dnia szkoła huczy od plotek. Luke obwinia o to Ryana, a Ryan z kolei Marissę. Okazuje się, że plotkę zdradziły koleżanki Kirsten. Luke przestaje chodzić do szkoły. Marissa i Ryan idą go pocieszyć. Cała trójka jedzie na boisko, gdzie Luke zostaje pobity. Para odwozi go do Cohenów, skąd zabiera go jego skruszony ojciec. Jimmy mówi Sandy'emu o pocałunku z Kirsten, przekonany, że przyjaciel wie o całej sytuacji. Sandy jest wściekły. Jimmy mówi Julie, że musi sprzedać dom. Kirsten radzi przyjaciółce, żeby porozmawiała o tym z Calebem. Nichol postanawia kupić dom Cooperów. | 26 listopada 2003 | 3 lipca 2006    |
| 13 | The Best Chrismukkah Ever | Trwa Boże Narodzenie, u Cohenów nazywane Chrismukkah. Ryan nie jest przekonany do Gwiazdki, tak samo, jak Marissa. Mimo to para wybiera się razem na zakupy. Marissa zostaje przyłapana na kradzieży drogiego zegarka i rodzice każą jej iść do terapeuty. Kirsten ma dość Caleba i bierze świąteczny urlop. Znajduje jednak ważny dokument, który zmienia sprawę bagien. Daje go Sandy'emu, który wcześniej tego dnia podpisał ugodę z Nicholem, zdając sobie sprawę, że może stracić pracę. Wszyscy idą na gwiazdkowe przyjęcie Caleba. Summer i Anna przychodzą po Setha, chociaż mieli spotkać się na miejscu. Anna daje mu w prezencie komiks, który sama narysowała, za to Summer przebiera się za postać z komiksu Wonder Woman. Dziewczyny każą mu wybrać jedną z nich. Seth postanawia, że zostaną przyjaciółmi. Marissa zabiera na przyjęcie własny alkohol, a po kłótni z matką i Ryanem chce wrócić do domu. Ryna odwozi ją, ale po drodze zatrzymuje ich policja. Wyczuwają alkohol, ale kończy się na ostrzeżeniu. Ryan jest wściekły. Caleb jest zmuszony przekazać bagna stowarzyszeniu ochrony przyrody za symbolicznego dolara. Marissa idzie do terapeuty, gdzie poznaje Oliviera Traska. | 3 grudnia 2003    | 4 lipca 2006    |
| 14 | The Countdown             | Marissa mówi Ryanowi, że go kocha, chłopak jednak nie potrafi jej tego powiedzieć i tylko jej dziękuje. Dziewczyna dostaje zaproszenie na imprezę u Oliviera, ale Ryan woli zostać w domu. Marissa postanawia iść bez niego. U Cohenów pojawia się młodsza siostra Kirsten – Hailey. Namawia Kirsten, żeby zabawiła się w Sylwestra. Kiedy Cohenowie wychodzą, Hailey mówi Ryanowi, że samotna Marissa na pewno spędzi noc w towarzystwie Oliviera i namawia go, żeby pojechał z Sethem na przyjęcie. Pojawiają się goście, których zaprosiła Hailey i niszczą cały dom. Ryan i Seth chcą interweniować, ale Hailey zamyka ich w domku nad basenem. Chwilę później przychodzą dziewczyny, którym Hailey jest winna pieniądze. Dziewczyna wypuszcza Ryana i Setha i prosi ich, żeby uratowali sytuację. Impreza szybko się kończy, a Ryan rusza do Marissy. Kirsten i Sandy trafiają na imprezę dla dewiantów, ale postanawiają zostać. Sandy jednak nie bierze udziału w losowaniu partnera na resztę nocy i małżeństwo wraca razem do domu, gdzie zastaje bałagan po imprezie Hailey. Kirsten jest wściekła na nieodpowiedzialną siostrę. Na imprezie Oliviera są także Summer i Anna, które flirtują z tym samym chłopakiem. W końcu jednak Anna oddaje go Summer i jedzie do Setha. Wybija północ. Ryan w ostatniej chwili wpada do apartamentu i wyznaje Marissie miłość. Summer całuje się z nowo poznanym chłopakiem, ale nie potrafi zapomnieć o Cohenie, który całuje się z Anną.      | 17 grudnia 2003   | 5 lipca 2006    |
| 15 | The Third Wheel           | Hailey nadal rezyduje u Cohenów, ale wszyscy mają jej dość. Seth i Anna są razem i ukrywają swój związek przed Summer. Olivier załatwia bilety na koncert Rooney, ale kiedy przyjaciele próbują dostać się do środka, nikt z ochrony nie zna jego nazwiska. W końcu udaje im się wejść tylnym wejściem. Olivier dzwoni do swojego dilera i chce kupić od niego narkotyki. Okazuje się, że w rolę dilera wcielił się policjant i aresztuje chłopaka, co widzi Ryan. Ściąga Sandy'ego na komisariat i prosi go o uratowanie sytuacji i zatrzymanie wszystkiego w tajemnicy, chociaż Olivier wyraźnie jest zainteresowany Marissą. Olivier zostaje zwolniony z aresztu i dziękuje Ryanowi. Chłopak każe mu powiedzieć o wszystkim Marissie. Seth i Anna próbują powiedzieć Summer o ich związku, ale ciągle któreś z nich tchórzy. W końcu Summer dowiaduje się o wszystkim przypadkiem i traktuje to na luzie, mówiąc im, że dalej są przyjaciółmi i nie ma im tego za złe. Jimmy i Hailey całują się. | 7 stycznia 2004   | 6 lipca 2006    |
| 16 | The Links                 | Olivier przeprasza Marissę za sprawę z narkotykami i w podzięce zaprasza całą paczkę do jego domu w Palm Springs. Ryan i Summer nie chcą jechać (Ryan z powodu Oliviera, a Summer – Anny). W dzień wyjazdu cała ekipa zbiera się w domu Cohenów, jako ostatni pojawia się załamany Olivier, mówiąc, że zerwał z Natalie i wolałby odwołać wyjazd. Marissa przekonuje go, żeby odreagował sytuację i postanawia pojechać w jego samochodzie. Przez cały dzień Olivier przystawia się do Marissy, a Ryan jest coraz bardziej wściekły. Także Luke'owi nie podoba się Trask, zwłaszcza po tym, jak prawie staranował ich samochodzikami do golfa. Tymczasem Summer usiłuje zepsuć weekend Sethowi i Annie i udaje jej się – romantyczny nastrój siada. Wieczorem Ryan rozmawia z Olivierem o Marissie. Chłopak dostaje ataku szału i wychodzi z domu. Kilka godzin później dzwoni do Marissy i okłamuje ją, mówiąc, że połknął jakieś tabletki. Przerażona Marissa i Ryan jadą do Newport. Olivier przekonuje ich, że czuje się dobrze i że nie musi jechać do szpitala. Ryan podejrzewa, ze Olivier oszukuje, mimo to Marissa postanawia zostać z przyjacielem. Julie i Caleb wracają z Paryża i witają się z Hailey. Kirsten ma za złe ojcu, że przeznacza mnóstwo pieniędzy na wybryki Hailey. Dziewczyna jest wściekła i wynosi się z Newport. Sandy pomaga Jimmy'emu w szukaniu pracy, ale dowiaduje się, że nikt nie chce go zatrudnić. Postanawiają otworzyć razem restaurację.            | 14 stycznia 2004  | 7 lipca 2006    |
| 17 | The Rivals                | Olivier przepisuje się do Harbor i spędza z Marissą mnóstwo czasu. Ryan twierdzi, że chłopak jest niebezpieczny, więc włamuje się do szkoły i czyta akta chłopaka, z których wynika, że ma rację. Przyłapuje go ochroniarz. Chłopakowi grozi wrzucenie ze szkoły, a na razie – koza. Następnego dnia Ryan widzi, że Olivier daje Marissie list. Wyjmuje go z jej szafki i czyta znajdujące się w nim wyznanie miłosne. Marissa mówi mu, że wie o włamaniu, Ryan w odpowiedzi mówi jej o liście. Marissa twierdzi, że to był list do Natalie i odchodzi z płaczem. Olivier każe Ryanowi zerwać z Marissą, bo „nie jest z tego samego świata”. Między chłopakami dochodzi do bójki. Summer ma nowego chłopaka – Danny'ego, który jest bardzo zabawny. Chłopak pyta Setha, co ma zrobić (Summer ciągle porównuje go z Cohenem). Seth radzi mu, żeby był jeszcze bardziej zabawny, co nie podoba się Summer. Julie zostaje dekoratorem wnętrz w firmie Caleba i Kirsten. Sandy i Jimmy kupują restaurację. | 21 stycznia 2004  | 10 lipca 2006   |
| 18 | The Truth                 | Ryan zostaje zawieszony za bójkę z Olivierem i może wylecieć z Harbor. Po zerwaniu z Ryanem Marissa spędza cały czas z Olivierem. Kiedy zostawia przy nim komórkę, chłopak kasuje wiadomość, którą zostawił jej Ryan. Tymczasem Ryan ostrzega przed nim Julie. Luke wypytuje swoich kolegów o Traska i dowiaduje się, że Natalie nie istnieje. Mówi o tym Ryanowi, który z kolei chce poinformować Marissę. Dziewczyna jest wściekła i jedzie na noc u Oliviera. Rano zauważa, że jedna z recepcjonistek nazywa się Natalie. Wraca na górę i mówi o tym Olivierowi, a widząc, że chłopak ma atak, dzwoni do Ryana i prosi go o pomoc. Nagle pojawia się Olivier z pistoletem i grozi, że się zastrzeli. Ryan i Sandy jadą do hotelu i Ryan przekonuje Oliviera, żeby nie strzelał. Ochrona wyprowadza chłopaka z budynku. Julie postanawia odremontować wszystkie biura w Newport Group. Caleba strasznie to denerwuje i każe Kirsten zerwać z nią za niego. Kobieta jest zniesmaczona jego bakiem odwagi, a kiedy do jej domu przyjeżdża Luke, zaczyna z nim flirtować. Summer czuje się samotna i cały czas spędza z Sethem i Anną. Chłopak bardzo się nią zajmuje, raniąc Annę. W końcu dziewczyna z nim zrywa. | 11 lutego 2004    | 11 lipca 2006   |
| 19 | The Heartbreak            | Nadchodzą walentynki. Marissa próbuje naprawić swój związek z Ryanem, ale chłopak dziwnie się czuje po tym, co się stało. Kirsten i Sandy kłócą się. Seth idzie do Summer i wyznaje jej, że zerwał z Anną, bo zawsze kochał tylko ją. Para przeżywa swój pierwszy raz, ale nie są z niego zadowoleni (Summer nie powiedziała Sethowi, że jest dziewicą). Kilka dni później Seth postanawia to powtórzyć, ale znowu wszystko idzie nie tak. Jimmy dostaje walentynkę i podejrzewa, że to od Hailey. Okazuje się, że to prawda i jedzą razem kolację, ale Jimmy nie chce się z nią związywać. Ryan pomaga w przygotowaniach do Balu Samotników, organizowanego przez Kirsten. Okazuje się, że jedną z kelnerek będzie Theresa, jego była dziewczyna. Świetnie się ze sobą dogadują, co nie podoba się Marissie. Podczas balu szpieguje ich, ale przyjaciele jadą razem do domu Cohenów. Między Julie i Lukiem rodzi się romans. Summer przychodzi do Setha i mówi mu, że to był jej pierwszy razem. Para postanawia być razem. Tymczasem Marissa przeprasza za wszystko Ryana, ale on nie przyjmuje jej przeprosin i zrywa z nią. | 18 lutego 2004    | 12 lipca 2006   |
| 20 | The Telenovela            | Theresa umawia się z Ryanem. Summer zgadza się na udział w projekcie "buziak za pieniądze", aby zarobić pieniądze dla drużyny. Ryan i Marissa postanawiają zostać przyjaciółmi. Caleb prosi Sandy'ego aby pomógł jego kumplowi. Ryan gra z Marissą w gry video, kiedy niespodziewanie pojawia się Theresa. Luke spędza czas z Julie w motelu. Theresa zostaje u Cohenów na kolacji, zjawia się również Marissa. W szkole zaś Summer ignoruje Setha, bo nie chce ogłaszać się z ich miłością. Przełamuje się podczas akcji z buziakami i całuje Setha na oczach szkoły. Theresa ma zamiar opuścić Newport, ale Ryan mówi jej, że wolałby, żeby została i całuje ją. | 25 lutego 2004    | 13 lipca 2006   |
| 21 | The Goodbye Girl          | Rano przed szkołą powstaje niezręczna sytuacja, kiedy Theresa i Marissa chcą podwieźć chłopaków na lekcje. Caleb wygrywa nagrodę magazynu 'Riviera' na Człowieka Roku. Ryan jest bardziej przekonany do związku z dziewczyną z Chino. Anna postanawia wyjechać do Pittsburga. Seth jest pewny, że to przez niego, ale Anna nie chce się do tego przyznać. Ryan spędza noc z Theresą w motelu. Caleb wyprawia przyjęcie z okazji wygranej. Pojawia się tam też Marissa i Theresa. Jimmy podejrzewa, że Julie romansuje z Lukiem. Na przyjęcie przyjeżdża Eddie – narzeczony Theresy i atakuje Ryana. W domu poobijany chłopak wręcza Sethowi list od Anny, który dała mu na przyjęciu. Niestety rozmazany atrament utrudnia przeczytanie czegokolwiek innego niż 'i love you' na początku. Seth pędzi na lotnisko by zdążyć pożegnać się z Anną. Prosi ją, żeby nie wyjeżdżała, ale ona podjęła już ostateczną decyzję. | 3 marca 2004      | 14 lipca 2006   |
| 22 | The L.A.                  | Ryan i Seth zauważają Luka całującego Julie w motelu. W szkole Ryan mówi mu o tym, co widział i każe mu zerwać z Julie dla dobra Marissy. Summer i Coop spotykają na plaży popularnego aktora, który zaprasza ja na imprezę urodzinową do Los Angeles. Marissa mówi Ryanowi, że powinni dać sobie czas i nie chce przez to jechać do L. A. Budżet restauracji Jimmy'ego i Sandy'ego został przekroczony, a nadal brak projektanta. Zajmuje się tym Julie. W klubie młodzi spotykają Hailey, która pracuje jako striptizerka. Summer spędza cały wieczór z Gradym. Luke zrywa z Julie. Jimmy przyjeżdża do Los Angeles po Hailey i resztę. Zawozi dziewczynę do Cohenów. Luke przychodzi do Ryana powiedzieć o tym, że zrobił to, co miał zrobić. Kiedy z jego ust pada 'Koniec seksu z Julie Cooper' do domku przy basenie wchodzi Marissa. | 24 marca 2004     | 17 lipca 2006   |
| 23 | The Nana                  | Wszyscy przyjaciele szukają Marissy. Tymczasem u Cohenów trwają przygotowania do żydowskiego święta, na które przyjedzie matka Sandy'ego. Ryan jedzie do Theresy, bo jest pewny, że znajdzie tam Marissę. Trafia akurat na jej przyjęcie zaręczynowe z Eddiem. Jednak chłopak nie myli się i znajduje tam 'zgubę'. Babcia Setha przyjeżdża trochę wcześniej niż zapowiadała. W szczerej rozmowie z synem wyznaje, że jest poważnie chora i tak naprawdę przyjechała się pożegnać. Marissa nie ma zamiaru wracać do domu, Ryan stara się ją przekonać. Babcia Nana rozmawia z Sethem o swojej chorobie. Wnuk namawia ją na chemioterapię, podobnie jak Sandy i Kirsten. Niespodziewanie do Chino przyjeżdża Luke, również w poszukiwaniu Marissy. Dziewczyna nie chce nawet się z nim widzieć. Sophie Cohen decyduje się na chemioterapię. Marissa wraz z Ryanem wracają do Newport. | 31 marca 2004     | 18 lipca 2006   |
| 24 | The Proposal              | Paczka przyjaciół wychodząc z kina napotyka Julie z Lukiem. Okazuje się, że chłopak wyjeżdża do Portland. Ryan i Marissa idą na spacer i dochodzi do pocałunku z inicjatywy Ryana. Summer i Seth postanawiają urządzić Coop pokój. Restauracja Jimmy'ego i Sandy'ego ma problemy. Cofnięto pozwolenie na alkohol, gdyż okazuje się, że ten urzędnik, to były klient Coopera, który został okradziony na ćwierć miliona. Caleb odwiedza Marissę i mówi, że chce oświadczyć się jej mamie. Podczas otwarcia restauracji Caleb prosi Julie o rękę. Widzi to Luke. Pije sporo piw i siada za kółkiem. Traci panowanie nad kierownicą i uderza w słup. na miejsce wypadku przyjeżdża Ryan i Marissa. Seth i Summer pracują nad pokojem Marissy. Caleb Nichol szantażuje Marissę aby ta zamieszkała z matką u niego. W zamian pomoże jej ojcu w restauracji. | 14 kwietnia 2004  | 19 lipca 2006   |
| 25 | The Shower                | Ślub Julie i Caleba już za dwa tygodnie. Do Sandy'ego dzwoni Theresa i prosi o spotkanie. Summer pod naciskiem Setha zaprasza chłopaka na lunch ze swoim tatą. Kiedy Sandy dociera do Theresy okazuje się, że jest ona bita przez Eddiego. Marissa nakrywa ojca z Hailey. Seth jest bardzo podekscytowany na spotkanie z panem Roberts. Kiedy w końcu dochodzi do lunchu, Seth nie sprawia najlepszego wrażenia. Buzia mu się nie zamyka, ciągle opowiada o komiksach lub o Summer. Ryan i Marissa przypadkowo wpadają do kawiarni, w której pracuje Theresa. Chłopak pyta, czy siniaki na twarzy są sprawką jej narzeczonego. Dziewczyna mówi, by się w to nie mieszał. Sandy zaprasza ją do domu. Na imprezie zaręczynowej 'parki z piekła rodem' siostra Julie opowiada żenujące historyjki z młodości przyszłej panny młodej. Eddie dzwoni do Theresy, Ryan postanawia do niego pojechać. Summer po nieszczęsnym lunchu unika swojego chłopaka. Okazuje się, że jej ojciec nie jest zachwycony jej wyborem. Theresa wprowadza się do Cohenów na jakiś czas. | 21 kwietnia 2004  | 20 lipca 2006   |
| 26 | The Strip                 | Caleb wyprawia wieczór kawalerskie w Las Vegas. Związek Setha i Summer jest bliski rozpadu. Theresa mówi Ryanowi, że potrzebuje dwa tysiące, aby wyjechać do kuzynki do Atlanty. Chłopak wraz z przyjaciółmi postanawia jej pomóc uzbierać pieniądze. Postanawia zagrać w kasynie o duże stawki. Theresa wyznaje Marissie, że jest w ciąży. Kiedy faceci bawią się w Vegas, Julie urządza swój wieczór panieński w domu Kirsten. Hailey załatwia kilku striptizerów. Ryan wygrywa 2500 dolarów w pokera. Seth poznaje Jenn, która jest nim bardzo zainteresowana. Summer postanawia zadzwonić do swojego chłopaka, ale przez telefon słyszy, jak Jenn mówi o pocałunkach z Cohenem. Postanawia jechać do Miasta Grzechu i dać mu nauczkę. Przyłapuje go całującego się z Jenn. Okazuje się, że dziewczyna jest prostytutką i wraz z koleżankami oczekuje pięć tysięcy zapłaty. Jimmy dowiaduje się o tym, że Caleb chce aby Julie i Marissa zamieszkały z nim. Na wieczorze panieńskim Hailey ma małą sprzeczkę z Julie o striptizerów. Między paniami wynika bójka. Okazuje się, że Caleb okłamał Sandy'ego i Jimmy'ego i namówił współpracownika, aby wstrzymał pozwolenie na alkohol. Jimmy uderza Nichola grożąc mu, że nie pozwoli zrobić z jego córki niewolnicy. Mężczyźni wracają do Newport Beach. Związek Setha i Summer mimo wszystko trochę się wzmocnił. Marissa nie jest zadowolona, że Ryan powiedział jej ojcu o sprawie z Calebem. Pyta go, czy wie, że Theresa jest w ciąży. | 28 kwietnia 2004  | 21 lipca 2006   |
| 27 | The Ties That Bind        | To pewne, że Theresa jest w ciąży, ale nie jest pewna, czy chce urodzić to dziecko. Firma Caleba jest bliska bankructwa, jednak on nie ma zamiaru powiedzieć o tym Julie. Theresa decyduje się na urodzenie dziecka. Marissa wprowadza się z matką do Caleba. Theresa wraca do Chino, Ryan decyduje się pojechać za nią – dla dobra dziecka. W dniu ślubu Julie i Caleba nic nie jest w porządku. Seth nie może się pogodzić z decyzją przyjaciela. Koniec wesela. Ryan wyjeżdża do Chino, a Seth odpływa gdzieś swoją żaglówką zostawiając jedynie listy do rodziców i Summer. | 5 maja 2004       | 24 lipca 2006   |

## Seria 2
| #  | Tytuł                              | Opis odcinka | Data emisji       | Data emisji      |
| -- | ---------------------------------- | --- | ----------------- | ---------------- |
| #  | Tytuł                              | Opis odcinka | Stany Zjednoczone | Polska           |
| 01 | The Distance                       | Cohenowie mają w domu remont. Kirsten bardzo chce, aby Seth wrócił i prosi Sandy'ego by pojechał po niego do Portland. Zgadza się, ale wcześniej jedzie do Ryana i prosi aby ten pojechał z nim. Chłopak odmawia. Kirsten dzwoni do Setha, ale mimo jej próśb i błagań nie udaje jej się namówić syna na powrót do Newport Beach. Sandy zjawia się w Portland. Godzi się z Sethem, ale chłopak nie wraca. Marissa tęskni za Ryanem. Ten zaś decyduje się jechać do Setha. Podczas wizyty dzwoni do niego Theresa i mówi mu, że poroniła. Chłopak jest załamany. Jak się jednak później okazuje, Theresa okłamała Ryana dla dobra jego i maleństwa. Obaj z Sethem wracają do Newport. | 4 listopada 2004  | 25 lipca 2006    |
| 02 | The Way We Were                    | Ryan i Seth wracają do szkoły w Newport. Tymczasem Marissa ma romans z ogrodnikiem w domu Caleba, DJ-em. Seth zakłada kółko komiksowe. Zgłasza się do niego Zach. Chwile później Seth odkrywa, iż Zach jest nowym chłopakiem Summer. Hailey mówi Jimmy'emu iż wyjeżdża do Japonii, bo otrzymała tam propozycje pracy. Ryan i Marissa postanawiają ze sobą spotkać i porozmawiać. Chłopak z Chino wkrótce dowiaduje się, iż Marissa miała romans z DJ-em i jeszcze z nim nie zerwała. Oznajmia dziewczynie iż pozostaną tylko przyjaciółmi. Summer nie chce rozmawiać z Sethem i wypomina mu w jaki sposób ją potraktował. Caleb Nichol zostaje aresztowany. | 11 listopada 2004 | 26 lipca 2006    |
| 03 | The New Kids on the Block          | Caleb wraca do domu po nocy spędzonej w więzieniu. W szkole pojawia się nowa uczennica, niejaka Lindsay, która już pierwszego dnia narobiła sobie kłopotów z Ryanem. Seth pracuje w The Bait Shop, aby zdobyć bilety na koncert The Walkman. Poznaje tam Alex. Dostaje od niej bilety i oddaje je Summer i Zachowi. Sandy zostaje zwolniony z pracy, zaś Caleb mianuje Julie dyrektorem firmy. Kirsten jest załamana i rozczarowana. Zach oddaje swój bilet Summer. Na koncercie Seth dobrze się z nią dogaduje, lecz nie może się powstrzymać i całuje ją. Nie podoba jej się to. Ryan pracuje z Lindsay nad wspólną pracą. | 18 listopada 2004 | 27 lipca 2006    |
| 04 | The New Era                        | Seth prosi Ryana aby umówił go na randkę z Lindsay, gdyż desperacko poszukuje nowej dziewczyny. Dziewczyna się zgadza. W rewanżu Seth umawia Ryana na randkę z Alex, pracownicą The Bait Shop. Wszyscy razem idą na występ The Killers. Pojawiają się też Summer, Zach, Marissa i DJ. Niestety zaplanowane 'spotkanie grupowe' Setha i Ryana nie wypala. Julie urządza w domu Cohenów ważne spotkanie firmowe i chętnie flirtuje z ważnymi osobistościami i klientami. Sandy zauważa Caleba z jakąś kobietą. Po nieudanych randkach chłopaki zamieniają się partnerkami. Seth zaprasza Alex na lody, a Ryan spotyka się z Lindsay. | 2 grudnia 2004    | 28 lipca 2006    |
| 05 | The SnO.C.                         | Nadchodzi dzień szkolnej imprezy witającej zimę. Marissa przygotowuje imprezę i Ryan zgadza się jej pomóc. Proponuje by poszli razem tańczyć jako przyjaciele. Alex mówi Sethowi iż pocałunek dla niej nic nie znaczył. Chłopak zwierza się Summer. Julie przyłapuje Marissę z DJ-em i jest wściekła. Jimmy próbuje ją uspokoić. Lindsay mówi Ryanowi, że chce pójść z nim na tańce, ale on oznajmia iż umówił z kimś innym. Tymczasem Caleb wyznaje Sandy'emu iż ma nieślubną córkę z Renee i od lat płaci jej pieniądze na wychowanie ich wspólnego dziecka. Renee oznajmia Kylebu, iż nie będzie zeznawać, bo nie chce by jej córka poznała prawdę. Kiedy Ryan i Marissa tańczą razem, nagle pojawia się DJ. Ryan oddaje mu swoją marynarkę i prosi by tańczyli razem. Zach i Alex obserwują jak Summer tańczy z Sethem. Zazdrosny Zach uderza Setha, Alex rzuca mu się na pomoc. Summer mówi Zachowi iż Seth to tylko jej przyjaciel, to tylko Cohen. Lindsay odwiedza Ryana w domku przy basenie. Jimmy i Julie całują się. Renee pojawia w domu Sandy'ego i nagle widzi Lindsay. Okazuje się, iż to jej córka. | 9 grudnia 2004    | 31 lipca 2006    |
| 06 | The Chrismukkah That Almost Wasn't | W domu Cohenów trwają przygotowania do Chrismukkah. Sandy namawia Caleba i Renee do wyjawienia prawdy. Julie romansuje z Jimmym. Ryan zaprasza Lindsay na Chrismukkah, Seth zaprasza Summer i Marissę. W końcu Caleb mówi Lindsay, że jest jej ojcem. Wszyscy są w szoku, Lindsay i Kirsten nie mogą się pozbierać. Summer postanawia uratować Chrismukkah, Ryan rozmawia z Kirsten, a Seth z Lindsay i w końcu postanawiają się poznać. Na końcu wszyscy spotykają się pod domem Lindsay, który jest pięknie udekorowany. | 16 grudnia 2004   | 1 sierpnia 2006  |
| 07 | The Family Ties                    | Seth chce zaimponować Alex zgrywając "złego chłopca", co mu przysparza tylko kłopotów. Ryan i Lindsay nie wiedzą jak się zachować przez to, że Lindsay jest siostrą Kirsten. Marissa przyłapuje Jimmy'ego i Julie. Jimmy postanawia wyjechać na Maui, żeby nie robić więcej problemów, z tej okazji Cohenowie organizują przyjęcie pożegnalne. Zach zataja przed Summer, że pocałowała go jego eks, przez co Summer się denerwuje, jednak w końcu się godzą. | 6 stycznia 2005   | 2 sierpnia 2006  |
| 08 | The Power of Love                  | Seth spędza noc u Alex. Ryan kryje go przed Sandym i Kirsten. Po wydaniu się tajemnicy obaj dostają szlaban. Sandy zastanawia się czy nie jest dla chłopców zbyt łagodny i za mało konsekwentny w egzekwowaniu kar. Zbliża się 20 rocznica ślubu Kirsten i Sandy'ego, który postanawia zabrać żonę na romantyczny weekendowy wyjazd. Ze względu na wybryki Setha i Ryana wyjazd staje pod znakiem zapytania. Sandy rozmawia się z Alex o jej związku z Sethem. Caleb, Julie i Marissa mają uczestniczyć w sesji zdjęciowej. Marissa zaprasza na nią także DJ, czym bardzo denerwuje matkę. Julie po cichu próbuje przekupić DJ, opłacając jego odejście od Marissy. Jednak chłopak pokazuje, że zależy mu na Coop, pomimo iż wie, że Marissa spotyka się z nim aby drażnić matkę. | 13 stycznia 2005  | 3 sierpnia 2006  |
| 09 | The Ex-Factor                      | Ryan stara się aby Lindsay i Marissa się zaprzyjaźniły. Kończy się to tym, że Lindsay się upija, a Ryan o wszystko oskarża Marissę. Do Alex przyjeżdża eks dziewczyna i Seth robi jej awanturę przez co zrywają. Zach chce uczcić 6-miesięcznicę z Summer kolacją w restauracji jednak ona się wymiguje bo boi się tak poważnego związku. Julie proponuje założenie ekskluzywnego magazynu jako sposobu na uratowanie twarzy Newport Group, Sandy proponuje sponsorowanie budowy mieszkań socjalnych, w końcu Kirsten zgadza się na pomysł Julie. | 20 stycznia 2005  | 4 sierpnia 2006  |
| 10 | The Accomplice                     | Marissa i Alex jadą do L. A. aby odzyskać rzeczy Alex od jej eks. Ryan idzie do Caleba i rozmawia z nim o Lindsay. Caleb w końcu postanawia umówić się z Lindsay na kolację aby ją poznać, ale gdy ta przychodzi z Ryanem, Caleb wychodzi. Dawny profesor Sandy'ego prosi go o pomoc w odnalezieniu córki – dawnej narzeczonej Sandy'ego. Kirsten jest zazdrosna. Sandy dowiaduje się, że Rebecca nie żyje i gdy chce o tym poinformować jej ojca, ten przychodzi z nią. Zach widząc rysunki Setha namawia go aby stworzyli swój własny komiks. Summer jest temu początkowo przeciwna lecz gdy odkrywa szkicownik z postacią przedstawiającą ją samą zmienia zdanie. | 27 stycznia 2005  | 7 sierpnia 2006  |
| 11 | The Second Chance                  | Sandy postanawia pomóc Rebece oczyścić się z zarzutów, ale nie mówi Kirsten, że ona żyje. Kirsten organizuje kolację aby Lindsay i Caleb jednak się poznali, na której Caleb kłócąc się z Ryanem dostaje zawału. Lindsay po tym fakcie postanawia dać mu drugą szansę. Seth rysuje postać Summer u niej w pokoju i prawie dochodzi do pocałunku. Zach załatwia spotkanie z wydawnictwem w San Diego. Marissa postanawia związać się z Alex. Kirsten chcąc w tajemnicy urządzić Sandy'emu nowe biuro odkrywa, że Rebecca tam nocuje. | 3 lutego 2005     | 8 sierpnia 2006  |
| 12 | The Lonely Hearts Club             | Walentynki. Seth, Summer i Zach jadą do San Diego, żeby zaprezentować swój komiks przedstawicielowi wydawnictwa. Seth w paranoi z powodu związku Summer i Zacha wszystko psuje i zostają odrzuceni. Caleb wychodzi ze szpitala, Julie wraca z Europy. Ryan na prośbę Lindsay próbuje przeprosić Caleba, jednak Caleb nadal go nienawidzi i nic z tego nie wychodzi. Sandy wycofuje się z pomocy Rebecce. Jej ojciec umiera na zawał i Rebecca postanawia zniknąć. Sandy jedzie się pożegnać, czego nie może mu wybaczyć Kirsten. Marissa wiąże się z Alex. | 10 lutego 2005    | 9 sierpnia 2006  |
| 13 | The Test                           | Caleb postanawia zaadoptować Lindsay. Zazdrosna o pieniądze Julie namawia go jednak, żeby zrobił wcześniej test DNA, gdy Lindsay się o tym rezygnuje ucieka z przyjęcia na którym adopcja miała zostać ogłoszona. Kirsten odwiedza Rebeccę i pyta ją czy kocha Sandy'ego, Rebecca odpowiada, że tak. Kirsten prosi ją o zostawienie w spokoju swojej rodziny i Rebecca wyjeżdża. Seth nie jest w stanie nic robić bo ciągle myśli czy Summer i Zach uprawiali sex w San Diego. Gdy okazuje się, że nie, wraca do życia. Marissa mówi Summer o swoim związku z Alex. | 17 lutego 2005    | 10 sierpnia 2006 |
| 14 | The Rainy Day Women                | Pada straszny deszcz. Ryan rozmawia z Sethem przez telefon, ponieważ nie chce mu się wychodzić na taki deszcz. Do Sandiego dzwoni Rebeca, Kirsten jest na niego o to zła. Marissa mówi Julie, że chodzi z Alex, kobieta jest zaskoczona. Ryan przychodzi do Lindsay, dziewczyna mówi mu, że jeśli okaże się, że nie jest córką Caleba, to wyjeżdża z matką. Ale, że nie chce wyjechać ponieważ chce być z Ryanem. Seth przychodzi do Summer która przymierza sukienkę na ślub siostry Zacha. Chłopak jest zdziwiony i twierdzi że pewnie między nią i Zachem to coś poważnego. Marissa przychodzi do Alex i mówi jej, że powiedziała o nich matce i że nie może wrócić po tym do domu. Alex proponuje jej żeby zamieszkała u niej. Marissa się zgadza. Seth chce odzyskać swoją łódź i wziąć Summer na rejs i tym samym ją odzyskać. Jednak nie ma pieniędzy więc znowu zatrudnia się znowu w barze u Alex. Przypadkiem dowiaduje się, że Marissa chodzi z Alex, i jest tym bardzo zaskoczony. Sandy przez deszcz musi zostać z Rebeca w motelu. Kirsten jest załamana. Seth nie kupuje swojej łodzi gdyż jej właściciel przerobił jej nazwę z summer na przeleć mnie. Jest załamany ponieważ nie wie jak teraz odzyska Summer. Marissa wyprowadza się z domu. Seth zaraz przed wyjazdem Summer dzwoni do niej lecz ta nie odbiera i jedzie na lotnisko z Zachiem, przez deszcz muszą czekać na następny lot. Okazuje się, że Linsy jest córką Caleba, wszyscy die ż tego cieszą. Sandy z Rebecą mają mały wypadek samochodowy. Rebeca postanawia uciec zanim przyjedzie policja na miejsce, żegna się z Sandym i ucieka. Sandy wraca do domu autobusem, a Kirsten czeka na niego na przystanku. Summer widzi na lotnisku chłopca z takim samym kucykiem jak ma Seth. Odbiera od niego wiadomość na automatycznej sekretarce i mówi Zachowi, że nie może z nim jechać. Ten mówi, że się tego spodziewał. Lindsay mówi Ryanowi, że mimo tego, że jest córką Caleba, i tak wyjeżdża. Seth wchodzi na dach poprawić antenę lecz spada i zwisa na linie, przyjeżdża Summer i całują się. Marissa podczas gdy odprowadza Alex do pracy spotyka Ryana stojącego na deszczu. Podchodzi do niego i ponieważ widzi, że chłopak jest smutny obejmuje go. | 24 lutego 2005    | 11 sierpnia 2006 |
| 15 | The Mallpisode                     | Marissa czuje się zestresowana swoją obecną sytuacją życiową. Postanawia wraz z Summer, Sethem i Ryanem jechać do centrum handlowego po ciuchy dla kobiet ze schroniska. Julie i Kirsten czekają na przybycie nowego redaktora Newport Living. Marissa, Summer, Ryan i Seth muszą spędzić noc w Centrum handlowym ponieważ tego dnia zamknęli je wcześniej. Przy okazji świetnie się bawią, grają w hokeja i nocują w namiocie. Seth zauważa w torebce Summer pocztówkę z Włoch i domyśla się, że to od Zacha. Jest zazdrosny lecz Summer mu wszystko wyjaśnia i się godzą. Do centrum handlowego przyjeżdża ochrona, po czym czwórka ucieka i jadą do baru coś zjeść. Marissa i Ryan świetnie się bawią. | 10 marca 2005     | 14 sierpnia 2006 |
| 16 | The Blaze of Glory                 | Seth ma nadzieję, że Ryan i Marissa znów będą razem i robi wszystko aby tak się stało. Alex nie potrafi zapanować nad zazdrością z powodu tego, że Ryan pomaga Marissie w organizacji ogniska, i spędzają z sobą dużo czasu. Kirsten przekonuje Cartera, aby kontynuował prace w gazecie. Julie opowiada o swoim problemie z filmem porno Sandiemu, a ten pomaga jej się uporać z szantażystą. Alex zrywa z Marissą. | 17 marca 2005     | 16 sierpnia 2006 |
| 17 | The Brothers Grim                  | Do Newport przyjeżdża brat Ryana – Trey. Odwiedza brata w domu Cohenów. Sethi Kirsten witają gościa z otwartymi ramionami. Niestety nie mają pojęcia ile jego pojawienie się ściągnie problemów na Ryana. Julie mówi prawdę Calebowi o swojej przeszłości i prosi go o pomoc. Na przyjęci u Cohenów zamiast prezentacji o Newport living goście oglądają film porno w którym kiedyś grała Julie. Ta jest bardzo zawstydzona okazuje się, że to sprawka jej pierwszego chłopaka. Nieoczekiwane nowiny stawiają Setha i Summer w trudnej sytuacji. | 24 marca 2005     | 17 sierpnia 2006 |
| 18 | The Risky Business                 | Julie i Caleb wyjeżdżają na tydzień, Marissa zamieszkuje u Cohenów w domku przy basenie. Tymczasem między nią a Ryanem układa się coraz lepiej. Trey szuka mieszkania. Pomaga mu Marissa, proponuje starą kawalerkę Alex, jednak jest za droga. Sandy kieruje aukcją z której dochód ma być przeznaczony na cele dobroczynne. Tuż przed imprezą ginie jeden z cenniejszych przedmiotów. Okazuje się, że skradł je Trey i odsprzedał drobnym handlarzom. Ryan i Seth jadą je odzyskać. Marissa pożycza Treyowi pieniądze, które otrzymała za stary serwis zlicytowany na aukcji. | 7 kwietnia 2005   | 18 sierpnia 2006 |
| 19 | The Rager                          | Trey wyprowadza z domu Cohenów. Marissa dowiaduje się, że Trey ma niedługo urodziny. Postanawia wydać z tej okazji przyjęcie. Ryan jednak prosi ją by nie wtrącała w sprawy jego i jego brata. Seth i Ryan jadą do mieszkania Treya i widzą jego spotkanie z pewnym mężczyzną, któremu Tray daje pieniądze. Ryan sądzi iż jego brat kupił narkotyki. Pojawia u niego i robi mu wyrzuty, ale Trey wyjaśnia iż pomagał przyjacielowi z więzienia. Ryan przeprasza Marissę i zgadza się na pomysł z przyjęciem. Julie wraca do kraju i dowiaduje się, że Carter został posądzony o zniesławienie i będzie miał proces w sądzie. Spotyka się z Lance’em i grozi mu bronią. Mężczyzna wyznaje jej iż nie otrzymał pieniędzy od Caleba. Seth i Zach spotykają się z Reed, który ma wydać ich powieść obrazkową. Okazuje się, że Reed jest dziewczyną. Seth nie mówi o tym Summer. Zach idzie z Reed na przyjęcie do domu Marissy. Trey poznaje Jesse i dziewczyna zaczyna go uwodzić. Idą razem do łóżka. Summer poznaje prawdę o Reed i wychodzi z przyjęcia z Zachiem. Jesse wzięła narkotyki i zemdlała. Sandy pojawia na przyjęciu. Marissa ma zostać aresztowana za posiadanie narkotyków, ale Trey bierze całą winę na siebie. Trey jest aresztowany. | 14 kwietnia 2005  | 21 sierpnia 2006 |
| 20 | The O.C. Confidential              | Ryan zapewnia Setha iż Trey jest niewinny. Starszy Atwood wychodzi na wolność po tym jak Sandy wziął go pod swoją obronę. Marissa postanawia znaleźć dowody jego niewinności. Spotyka w szkole Jesse i prosi ją by pomogła jej znaleźć nowych znajomych. Jesse zaprasza ją na imprezę. Ryan postanawia pójść tam z nią. Tymczasem Seth zaprasza Summer na koncert, ale Zach mówi mu iż powinni spotkać z Reed. Seth więc prosi Summer, by spotkali się w trakcie koncertu. Podczas spotkania z Reed okazuje się, iż Seth i Zach powinni pójść bal z okazji wydania ich komiksu. Summer również zostaje zaproszona. Kiedy czuje się źle w cudzym towarzystwie, wychodzi z Zachiem. Kirsten wyjeżdża z Carterem do Santa Barbary. Upijają się winem i chcą zostać w hotelu na noc. Ryan i Marissa znajdują dowody na to iż Jesse i jej chłopak handlują narkotykami. Chłopak Jesse zostaje aresztowany, a Trey oczyszczony z zarzutów. Kobieta odwiedza Lance, który ponownie proponuje jej zabicie Caleba. Julie daje mu pieniądze, by wyjechał, bo nie chce morderstwa. Kiedy mężczyzna ją całuje przy wyjściu, ktoś robi im zdjęcia. Po powrocie do domu Caleb oznajmia Julie iż da jej drugą szanse. Trey wraca do swojego mieszkania i spotyka tam Jesse. Dziewczyna mówi mu iż chce z nim być. Ryan i Marissa całują się. | 21 kwietnia 2005  | 22 sierpnia 2006 |
| 21 | The Return of the Nana             | Do Cohenów dzwoni matka Sandy'ego i oznajmia im, że wychodzi za mąż. Wszyscy wybierają się z tej okazji do Miami, Kirsten jednak zostaje w domu, aby móc popracować nad pismem. Seth postanawia przeprosić Summer za swoje wczorajsze zachowanie na imprezie. Gdy odwiedza dziewczynę w jej domu, ona ćwiczy na worku treningowym aby wyrazić swój gniew. Mówi mu, że chce zrobić przerwę w związku na czas jego wyjazdu na wesele babki. Ryan prosi Marissę, aby pomogła Treyowi podczas jego nieobecności. Curter rozmawia z Kirsten w biurze. Mówi jej o nowej, lepszej pracy, którą dostał w Nowym Jorku i ma zamiar wyjechać. Z tej okazji Kirsten zaprasza go do siebie na kolację pożegnalną, podczas której kobieta upija się i całuje z Curterem. Seth poznaje w Miami dziewczynę, która prosi go o wzięcie udziału w nietypowym konkursie, ma on zlizać z niej bitą śmietanę w jak najkrótszym czasie, aby mogła ona wygrać pieniądze na studia. Seth się zgadza. Summer i Zach gotują włoską kolację, oglądają telewizję. W tym czasie jest emitowany konkurs z Miami i Summer widzi w Setha i jego koleżankę podczas konkursu z bitą śmietaną. Mszcząc się na swoim chłopaku Summer całuje Zacha. Trey dostał pracę i zaprasza Marissę do siebie, aby to uczcić. Piją drinki i oglądają film. Gdy dziewczyna wychodzi na dwór, aby zaczerpnąć powietrza, chłopak zażywa narkotyki. Razem spacerują po plaży. Trey jest pobudzony, przewraca Marissę na piasek i wyznaje jej, że przy niej czuje się inaczej. Całuje ją i nie reaguje na prośby, żeby przestał. W końcu Marissa uderza go i udaje jej się uciec, zostawiając torebkę na plaży. | 5 maja 2005       | 23 sierpnia 2006 |
| 22 | The Showdown                       | Od kiedy Carter wyjechał, Kirsten zaczyna coraz więcej pić. Zaniepokojony Sandy pyta ją, czy wszystko w porządku, ale tylko pogarsza tym sytuację. Na przyjęciu z okazji wydania komiksu Summer staje się gwiazdą, a Seth i Zach biją się. Ryan zauważa, że od kiedy wrócił z Miami, Marissa zachowuje się dziwnie. Ta ukrywa przed wszystkimi fakt, że Trey chciał ją zgwałcić. Kirsten jedzie samochodem i rozmawia przez telefon z Sandym. Komórka upada jej na podłogę, kiedy chce ją podnieść, w jej samochód uderza ciężarówka. | 5 maja 2005       | 24 sierpnia 2006 |
| 23 | The O.Sea                          | Ryan i Seth dowiadują się, że Kirsten miała wypadek, jednak nic się jej nie stało. Sandy namawia żonę do leczenia, ale ona mówi mu, że kończy z piciem. Ryan pyta Marissę, co zaszło między nią a Treyem. Kiedy dziewczyna milczy, oskarża ją o zdradę. Summer ma dość rywalizacji o nią, więc mówi chłopakom, żeby sami zadecydowali, z którym z nich pójdzie na bal. Chwilę później Zach i Seth dowiadują się o spotkaniu ze znanym reżyserem, który chce nakręcić film na podstawie ich komiksu. Oba spotkania są w tym samym czasie, więc chłopaki rzucają monetą. Seth idzie na spotkanie z reżyserem, a Zach na bal z Summer. Ryan jedzie do Treya, aby ustalić prawdę. Brat mówi mu, że tamtej nocy oboje za dużo wypili i Marissa go podrywała, a w końcu poszli ze sobą do łóżka. Załamany Ryan spotyka Theresę, która radzi mu, żeby uwierzył Marissie, a nie Treyowi, który okłamał go nie po raz pierwszy. Jedzie więc na bal i godzi się z ukochaną. Summer jest zawiedziona, że to Zach przyszedł na bal, widzi też, że jej partner wolał iść na spotkanie z reżyserem. Prosi go, żeby zamienił się z Sethem. Kiedy koronują ją na królową balu, przyjeżdża Seth, staje na środku sceny, oznajmia, że kocha Summer i tańczy z nią. Julie chce otruć Caleba, więc zaprasza go na wieczór nad basenem. W ostatniej chwili wycofuje się i idzie wylać truciznę. W tym czasie Caleb wpada do basenu i umiera na zawał serca. | 12 maja 2005      | 25 sierpnia 2006 |
| 24 | The Dearly Beloved                 | Na pogrzeb Caleba przyjeżdżają Hailey i Jimmy. Sandy decyduje, że Kirsten powinna wyjechać na odwyk, jednak nie wie, jak powiedzieć o tym żonie i synom. Na stypie Kirsten znowu za dużo wypija. Marissa, Ryan, Seth i Summer wychodzą ze stypy i idą do klubu Baitshop, gdzie wpadają na Treya i Jess. W klubie wybucha afera – jakiś chłopak nie chce zapłacić Jess za narkotyki. Dziewczyna strzela do niego. Marissa upada na potłuczone szkło i lekko się kaleczy, jednak przyjaciele przeżywają chwile grozy, widząc krew. Julie i Jimmy postanawiają zacząć jeszcze raz, mówią o tym swojej córce, która cieszy się razem z nimi. Marissa wyznaje Summer, że Trey próbował ją zgwałcić. Sandy mówi rodzinie, że Kirsten musi wyjechać na odwyk. Ta nie chce się zgodzić, ale w końcu udaje się ją przekonać i wyjeżdża. Ryan każe Treyowi wyjechać, Jess chce zabrać się z ukochanym. Summer mówi Sethowi o próbie gwałtu, a ten powtarza to przyjacielowi. Wściekły Ryan jedzie do brata i zaczyna bójkę. Trey chce go zabić. W ostatniej chwili do mieszkania przyjeżdża Marissa i strzela do Treya z jego pistoletu. Chwilę później pojawiają się Summer i Seth. | 19 maja 2005      | 28 sierpnia 2006 |

## Seria 3
| #  | Tytuł                            | Opis odcinka | Data emisji       | Data emisji      |
| -- | -------------------------------- | --- | ----------------- | ---------------- |
| #  | Tytuł                            | Opis odcinka | Stany Zjednoczone | Polska           |
| 01 | The Aftermath                    | Trey budzi się ze śpiączki. Kirsten poznaje w klinice Charlotte i zaprzyjaźnia się z nią. Julie przychodzi do Treya i mówi, że go udusi, jeśli chłopak nie zezna, że strzelił Ryan. Oferuje mu 20 tysięcy dolarów. Trey zgadza się. Gdy Sandy mówi Ryanowi, że zostanie aresztowany, on i paczka uciekają na łódź ojca Marissy. Chcą popłynąć na Catalinę, jednak odnajduje ich policja i aresztuje Ryana. Marissa i Summer w przebraniu pielęgniarek idą do szpitala. Marissa rozmawia z Treyem i prosi go, aby powiedział prawdę. Ten zmienia zeznania i oświadcza, że strzelała Marissa, a następnie ucieka ze szpitala. Ryan przyjeżdża na postój autobusów i macha do brata. Gdy autobus do Chino rusza, Trey odmachuje mu. | 8 września 2005   | 6 kwietnia 2007  |
| 02 | The Shape of Things to Come      | Marissa i Ryan mają być wydaleni ze szkoły za strzelaninę z Treyem. Dziekan jednak orzeka, że Ryan może zostać, tylko Marissa musi odejść. Summer wraz z towarzyszkami z klubu urządza lunapark, na którym zjawia się też Marissa. Gdy dziekan ją widzi, każe jej opuścić teren i mocno chwyta ją za rękę, przez co Ryan go uderza. W konsekwencji on również zostaje wydalony ze szkoły. Jimmy znów zalega ze spłatą pieniędzy od znajomych, pożycza dodatkowo 100 tys. dolarów. | 15 września 2005  | 10 kwietnia 2007 |
| 03 | The End of Innocence             | Jimmy chce się ożenić z Julie na Hawajach. Julie wymyśla aby przenieść się tam z całą rodziną i zacząć wszystko od nowa. Marissa najpierw nie chce się na to zgodzić, ale w końcu uświadamia sobie, że jeszcze nigdy jej rodzice nie dogadywali się tak dobrze. Tymczasem Ryan wpada na pomysł, aby Marissa zamieszkała u Cohenów. Ona przychodzi do niego i oznajmia, ze zamierza wyjechać razem z rodzicami, ale nie zrywa z nim. Kirsten jedzie na odczytanie testamentu Caleba. Okazuje się, że ten był bankrutem i nic nie zostawił ani jej ani Julie. Prawnik przekazuje Kirsten list od ojca, który został napisany przez niego w dniu śmierci. Kirsten jedzie do sklepu i kupuje wódkę. Ryan postanawia spędzić wyjątkowo ostatnią wspólną dobę z Marissą. Zabiera ją na plażę do przygotowanego tam specjalnie miejsca. Kochają się po raz pierwszy. W tym samym czasie Jimmy zostaje pobity przez wspólnika, któremu był winien pieniądze. Rano ojciec dzwoni do Marissy, ta przyjeżdża i widzi go w strasznym stanie. Jimmy informuje ją, że wyjeżdża, ale nie może ich ze sobą zabrać. Ślub nie dochodzi do skutku. Seth dostaje dwa miesiące kozy za to, że ukradł dekoracje szkolne, które posłużyły do zbudowania domku na plaży dla Ryana i Marissy. Kirsten wraca do domu. Powstrzymała się od wypicia alkoholu. Okazuje się, że w liście od ojca były przeprosiny za wcześniejszą kłótnię. | 22 września 2005  | 11 kwietnia 2007 |
| 04 | The Last Waltz                   | Marissa rozpoczyna naukę w publicznej szkole. Zawożą ją tam Ryan, Seth i Summer. Powitanie okazuje się niezbyt przyjazne. Przed atakiem ze strony agresywnych dziewczyn, Marissę broni Cassie. W Harbor, Summer przygotowuje imprezę z okazji zakończenia lata. Taylor mówi jej, że jeżeli dziekan nie dowie się z kim Seth ukradł rzeczy ze szkoły zawiesi go. Summer nie mówiąc mu idzie powiedzieć, że była z nim. Następnie okazuje się, że dziekan nic takiego nie mówił, a Taylor triumfuje. Ryan ma zajęcia prywatne w domu. Julie z córką muszą się wyprowadzić z domu. Marissa zamieszkuje u Summer. Summer z Sethem idą na imprezę w Harbor. Taylor przypisuje całą pracę Summer sobie. Gdy wychodzi, Summer idzie za nią i widzi, jak całuje się potajemnie z dziekanem. Kirsten postanawia zlikwidować The Newport Group. | 29 września 2005  | 12 kwietnia 2007 |
| 05 | The Perfect Storm                | Julie zamierza kupić dom. Postanawia zastawić swój pierścionek zaręczynowy – jedyną pamiątkę, jaka została jej po Calebie. Gdy chce go kupić okazuje się, że w kupnie domu wyprzedza ją przyjaciółka Kirsten – Charlotte. Gdy zdenerwowana Julie jest już w hotelu, Charlotte przychodzi do niej i mówi, że kupiła jej ten dom. Ryan, Seth i Cohenowie idą na dzień w którym uczelnie promują się w Harbor, mówią mu, że ma prawo tam być. Gdy dziekan go widzi wdaje się w kłótnie z Sandym. Ryan wychodzi. Następnego dnia postanawia rzucić szkołę i zaciągnąć się na kuter rybacki. Następnego dnia zamierza wypłynąć. Cohenowie postanawiają zorganizować kolację pożegnalną. Marissa o kolacji dowiaduje się od Cohenów i jest bardzo zdenerwowana. Jednak za namową Summer przychodzi na nią. Wychodzi w połowie kłócąc się z Ryanem. Ryan następnego dnia postanawia nie odpływać i przeprasza Marissę. Summer chce udowodnić, że Taylor spotyka się z dziekanem. Umawia się z Taylor jako dziekan w hotelu, tym, w którym spotykali się Julie i Luke oraz Theresa i Ryan. Gdy Taylor przychodzi Summer i Seth mówią jej, że rozpowiedzą wszystkim ich romans. Ona nie wierzy. Summer dzwoni do Sandiego, który spotyka się z dziekanem i mówi mu, że sprawa za molestowanie nieletniej może go dużo kosztować. Dziekan wyjeżdża, a Ryan wraca do Harbor. | 3 listopada 2005  | 13 kwietnia 2007 |
| 06 | The Swells                       | Marissa została zaproszona na imprezę z okazji Serialu "wysokich fal". Idzie na nią Summer, a dziewczyny przy okazji poznają rywala Johnny w surfingu – Kevina Volchoka. W Harbor zostaje zorganizowane spotkanie przez Taylor na którym wszyscy mają przybyć, a Ryan z Sethem pomagają przy jego urządzeniu. Summer widząc, jak Johnny z Marissą ze sobą rozmawiają dzwoni do Setha, by powiedział Ryanowi, aby ten przyjechał. Ryan przyjeżdża. Okazuje się, że to fałszywy alarm. Ryan z Marissą chcą porozmawiać. Johnny zaprowadza ich do swojego pokoju. Wchodząc widzą dziewczynę Johnny'ego – Cassie i Kevina całujących się. Johnny jest załamany. Postanawia przyłożyć Volchokowi, lecz jest on zbyt silnym przeciwnikiem. Robi to za niego Ryan. Julie za namową Charlotte zamierzają zorganizować bal charytatywny. Proszą o pomoc Kirsten, która się zgadza. Julie znajduje jednak w torebce przyjaciółki Kirsten karty kredytowe na różne nazwiska. Charlotte postanawia zaproponować jej by pieniędzmi z balu podzielić się i uciec. | 10 listopada 2005 | 16 kwietnia 2007 |
| 07 | The Anger Management             | Odbywa się impreza dobroczynna. By Charlotte nie ukradła pieniędzy, Julie każe na czekach pisać nazwę fundacji. Charlotte zdenerwowana wyjeżdża z miasta. Taylor zamierza odebrać Summer Setha po tym jak zaczęło jej się wydawać, że byliby świetną parą. Przychodzi do niego dając prezent i zabierając Kapitana Owsiankę. Oddaje go na imprezie, mówiąc: "dziękuję za pożyczenie", staje się to powodem kłótni Summer i Setha. Kevin pragnie rewanżu i cały czas prowokuje Ryana. Marissa chce by Kevin odczepił się od jej chłopaka, dlatego daje mu swój prezent na 16 urodziny, zegarek za 4 tysiące. Kevin przyjeżdża na imprezę i mówi, że chce pieniędzy. Marissa jedzie z nimi. Volchok dzwoni do Ryana mówiąc mu, że ma jego dziewczynę. Ten jedzie tam z Johnnym. Atwood używa głowy zamiast pięści i tym sposobem Volchok rezygnuje z konfrontacji. | 17 listopada 2005 | 17 kwietnia 2007 |
| 08 | The Game Plan                    | Przyjaciele zastanawiają się nad wyborem uczelni. Sandy marzy by jego syn studiował na Berkley, jednak on marzy o Brown, nie mówiąc mu tego. Summer marzy o uczelni w gorącej Arizonie, obawia się również, że Seth nie będzie jej już chciał, poznając tam fajne dziewczyny. Taylor zamierza iść do Browna. Rezygnuje z tego na rzecz francuskiego Uniwersytet Paryski i znajduje uczelnie dla Summer 20 minut od Browna. Ryan nie wie jaka szkoła byłaby dla niego dobra. Jest również zakłopotany tym, że jako pierwsza osoba w swojej rodzinie będzie studiować. Marissa uważa, że nie ma po co składać papierów, ponieważ przez incydent z Treyem, każda uczelnia ją odrzuci. Sandy zaprasza swojego kolegę, który pracuje w Berkley na kolację. Wcześniej Ryan i Johnny namawiają Marissę by porozmawiała z nauczycielem, który pomaga uczniom wybrać uczelnie. Namawia ją by napisała esej o tym, że postrzeliła człowieka by obronić osobę, którą kocha. Ona jednak nie potrafi wrócić do przeszłości, jest to dla niej za trudne. Johnny namawia ją, by poszła pokibicować mu podczas zawodów surfingowych. Przed ogłoszeniem wyników przyjeżdża Ryan. Kłóci się przez Johnny'ego z Marissą. Ten za nim biegnie by został i pogodził się ze swoją dziewczyną, ale wpada pod samochód. W tym czasie ogłaszane są wyniki: Johnny wygrał. W szpitalu okazuje się, że ma bardzo skomplikowane złamanie kolana i należy zrobić operacje. Nie wiadomo czy będzie mógł chodzić. Julie nie płaci za czynsz, dlatego musi się przeprowadzić do obskurnej przyczepy. Kirsten to zauważa. Postanawia pomóc jej i sobie. Chce założyć z nią firmę. W ten sposób pomoże wyjść z długów Julie. Ona natomiast już nie może wytrzymać w domu. Julie mówi jej podczas kolacji całą prawdę o Charlotte. Ta się z na kłóci jednak później jej wybacza. | 1 grudnia 2005    | 18 kwietnia 2007 |
| 09 | The Disconnect                   | Johnny na osobności mówi Summer, że kocha Marissę. Ona natomiast bardzo się nim opiekuje. W końcu ze zmęczenia wyznał jej miłość. Summer dostała ze sprawdzianu 2300 punktów. Więcej od Setha przez co staje się zazdrosny ponieważ ten wynik daje jej możliwość na dostanie się do wymarzonej uczelni Setha Brown. Zaczynają ze sobą rywalizować. W końcu postanawiają obydwoje wysłać zgłoszenia i czekać na odpowiedź. Kirsten i Julie chcą założyć firmę. Pierwszym ich pomysłem jest firma organizująca różnego rodzaju przyjęcia. Jednak z tego rezygnują i postanawiają założyć agencję towarzyską. Johnny czeka na operację. Jego matka załatwiła mu wizytę u bardzo dobrego lekarza, ale najbliższa wizyta jest za 3 miesiące. Johnny się załamuje. Marissa zamierza mu pomóc bo wie, jakie ważne są dla niego zawody surfingowe. Lekarz pracuje w tej samej klinice co tata Summer. Marissa dopina swego. | 8 grudnia 2005    | 19 kwietnia 2007 |
| 10 | The Chrismukkah Bar Mitz-vahkkah | Nadchodzi Boże Narodzenie. Cała czwórka wybiera choinki. Postanawiają zrobić prezent Johnny'emu i też mu kupić. Okazuje się, że nie ma on pieniędzy na operację. Postanawiają zorganizować bal charytatywny, na którym zorganizują zbiórkę pieniędzy dla niego. Johnny na początku się nie zgadza lecz później ulega. Na tym przyjęciu ma nastąpić wystąpienie Ryana. Lecz on z Marissą zauważają, że z Johnnym dzieje się coś dziwnego. Gdy Marissa spuszcza go z oka, ucieka. Ryan jedzie za nim, okazuje się, że ma broń i chce obrabować sklep. Ryan każe mu odpuścić. Julie i ojciec Summer się zaprzyjaźniają. Interes Kirsten i Julie się rozkręca. | 15 grudnia 2005   | 20 kwietnia 2007 |
| 11 | The Safe Harbor                  | Summer, Seth i Ryan zamierzają postarać się by Marissa wróciła do szkoły. Rada rodziców zbiera się w czwartek. Marissa mówi, że przyjdzie (choć zaprosiła ją Johnny na imprezę z okazji wstąpienia do klubu później odmawia) okazuje się, że Johnny'ego nie przyjęli, przez co on się załamuje. Marissa chce z nim zostać i nie iść na radę. Ryan jedzie do niego i prosi go by nie niszczył jej przyszłości. Młodzież prosi o pomoc Sandiego, który się zgadza. Potrzebują również podpisy uczniów. Uzbierali tylko 13, więc proszą o pomoc Taylor która się zgadza.Jednak dziewczyna po rozmowie z mamą (która spowodowała wydalenie za szkoły Marissy) rezygnuje. W czasie rady jednak przychodzi z ponad 300 podpisami. Sandy znajduje informacje, że sędzia prowadzący sprawę ma syna uzależnionego od narkotyków, którego wyrzucili ze szkoły. Daje mu adres schroniska w którym się znajduje. Marissa wraca do Harbor. | 12 stycznia 2006  | 23 kwietnia 2007 |
| 12 | The Sister Act                   | Do Newport przyjeżdża Caitlin Cooper – siostra Marissy. Julie tłumaczy jej dlaczego mieszkają w przyczepie. Marissa chce spotkać się przed wyjazdem z Johnnym i zapoznać go z Caitlin. Jej natomiast szuka jakiś chłopak mówiąc, że ukradła mu pieniądze. Ryanowi mówi, że zrobiła to by dać je na aborcję dla przyjaciółki z którą ten chłopak ma dziecko. Jak się później okazuje zrobiła to by wrócić do domu i uzbierać sobie na samochód. Caitlin również wiedziała, że jej matka z siostrą mieszkają w przyczepie ponieważ ojciec jej kolegi jest właścicielem tej działki. Przyjaciel Johnny'ego mówi Marissie, że Johnny ją okłamał nie została przyjęty do drużyny. Została zorganizowana impreza z okazji otwarcia firmy Kirsten i Julie. Pierwszą ich klientką była Veronica – matka Taylor, którą chciała spotkać się z ojcem Summer, szantażując utrudnieniami w edukacyjnej karierze Marissy. Taylor gdy dowiedziała się, że jej matka spotyka się z ojcem Summer oszalała ze szczęścia i zaczęła już sobie wybierać pokój w domu Robertsów. Summer aby do tego nie dopuścić namawia Setha by powiedział Taylor, że jego ojciec głosował w wyborach na osobę na którą ona z pewnością by nie zagłosowała. Od siebie Seth dodaje również, że ma kurzajki. Veronica wychodzi z imprezy, a Neil idzie porozmawiać z Julie. Marissa prosi by Johnny odwiózł jej siostrę do domu. Ta podczas podróży każe mu się zatrzymać i idzie kąpać się w oceanie. Caitlin ewidentnie go podrywa. | 19 stycznia 2006  | 24 kwietnia 2007 |
| 13 | The Pot Stirrer                  | Nadchodzą urodziny Caitlin, Marissa z tej okazji planuje zrobić dla niej album ze zdjęciami rodzinnymi. Ona natomiast zaczęła spotykać się z Johnnym. Gdy on dzwoni do Caitlin odbiera Marissa co bardzo denerwuje. Marissa chce by wyszły razem do klubu. Ona natomiast mówi, że jest zajęta, a później dzwoni do Johnny'ego i umawia się w tym klubie. Marissa jest zawiedziona, że o niczym nie wiedziała. Julie zapomniała o jej urodzinach postanawia zorganizować kolacje. Jednak w tym samym czasie miała spotkać się z dr. Robertsem. On zaproponował jej, by imprezę zorganizować u niego w domu. Julie się zgadza i zaprasza znajomych z klubu jeździeckiego Caitlin. Do szkoły Harbor przyjeżdża pan z Browna i chce rozmawiać z osobami, które mają największe szanse by uczęszczać do tamtego collegium. Summer idzie na rozmowę pierwsza i wszystko idzie dobrze. Seth bardzo się denerwował przed spotkaniem i wziął od Caitlin marihuanę. Rano zaczyna ją palić i tak do 15:30 znajduje go Ryan i zawozi do szkoły zostawiając przed salą on nie idzie na rozmowę okłamując Summer, że był i poszła mu świetnie. | 26 stycznia 2006  | 25 kwietnia 2007 |
| 14 | The Cliffhanger                  | Johnny spotyka się z Caitlin jednak ona wie, że on kocha tylko Marissę, dlatego idzie do Ryana i mówi mu, że lubi Johnny'ego dlatego chce by pogadał z Marissą. Summer pisze list z podziękowaniami dla przedstawiciela z Brown mów Sethowi, że może mu pomóc z napisaniem jego.On odmawia mówiąc, że poszło mu świetnie. Popełnia jednak gafę, mówiąc, że przedstawiciel był kobietą, a w rzeczywistości był mężczyzną. Ryan chce by Marissa wybrała on lub Johnny. On i Marissa ze sobą rozmawiają. Johnny mówi to, co naprawdę czuje Marissa, nic nie mówi w domu, dostaje list od matki, który zostawiła Cooperówna. Odrzuca ona jego miłość. Summer kłóci się z Sethem, że nie powiedziała jej prawdy. Jednak następnego dnia gdy oglądają film Seth zachowuje się dziwnie. Summer idzie do jego pokoju i odnajduje marihuanę. Johnny przychodzi do Caitlin i prosi, by poszli na plażę zrobić sobie imprezę przy ognisku. Zabierają ze sobą butelkę tequili. Johnny się upija i wchodzi na skały. Caitlin, nie wiedząc co robić, dzwoni do Marissy. Ta przyjeżdża z Ryanem. Ona idzie do Caitlin, a Ryan do Johnny'ego. Gdy ten chce mu podać rękę, ten spada ze skał. Julie, by odwdzięczyć się Neilowi daje mu katalog z kobietami z ich agencji. Dr. Roberts dziękuje i mówi, że się zastanowi. Gdy wraca z randki z jedną z nich, idzie do Julie i mówi, że nie może bez niej żyć. | 2 lutego 2006     | 26 kwietnia 2007 |
| 15 | The Heavy Lifting                | Przyjaciele czekają na wieści ze szpitala, w końcu dzwoni pani Harper z wiadomością, że Johnny zmarł. Marissa jedzie do jej domu, gdzie poznaje kuzynkę Johnny'ego – Sadie, która przyjechała, aby wesprzeć ciotkę. Julie żali się Kirsten, że dr Roberts nigdzie jej nie zaprosił. Do Kaitlin przyjeżdża Justin (chłopak, który szukał jej, kiedy przyjechała do Newport), ale Kaitlin nie chce z nim rozmawiać. Summer przychodzi do Setha i mówi mu, że znalazła marihuanę w jego pokoju. Ma do niego pretensje, że znowu okłamał ją w ważnej sprawie i wychodzi. Sadie prosi Marissę o spotkanie, na którym daje jej naszyjnik z aniołkiem, który zrobiła na zlecenie Johnny'ego jako prezent walentynkowy dla Marissy. Mówi, że dziewczyna była dla niego aniołem. Na pogrzebie Kaitlin mówi Ryanowi, że czuje się winna za śmierć Johnny'ego. Na stypie w Baitshop Ryan poznaje Sadie. Kaitlin zwierza się Justinowi z problemów z Johnnym. Ryan i Marissa kłócą się o Johnny'ego. Sandy kupuje bieliznę dla Kirsten i Summer. Daje jeden komplet Sethowi i radzi, żeby przeprosił Summer. Ryan przychodzi do pani Harper i pomaga Sadie w noszeniu kartonów. Przypadają sobie do gustu. Sandy daje żonie prezent, ale okazuje się, że pomylił torby i żadna z nicch nie dostaje swojego kompletu. Marissa nie idzie na przyjęcie, a kiedy przychodzi do niej Ryan i daje jej prezent, znowu się z nim kłóci. Na imprezie Seth daje Summer listę swoich kłamstw. Kaitlin i Justin wracają do szkoły. Dr Roberts i Julie spędzają razem walentynki. Ryan przyjeżdża do Sadie i pomaga jej w zbieraniu rzeczy Johnny'ego. Summer wybacza Sethowi, a Marissa wciąż tęskni za przyjacielem. Nagle do Sadie przyjeżdża Volchok, który myśli, że dziewczyna przyjechała tu ze względu na niego. | 9 lutego 2006     | 27 kwietnia 2007 |
| 16 | The Road Warrior                 | Sadie zaprzyjaźnia się z Ryanem. Mama Johnny'ego nie ma jak spłacić domu więc ona i Kevin, który wie gdzie się znajduje ojciec Johnny'ego chcą jechać do niego. Po długich poszukiwaniach odnajdują go. Zanim jednak otrzymali od niego pieniądze Ryan został pobity przez niego i jego ludzi. Julie spotyka się z ojcem Summer, jednak ona zaczyna się o niego martwić. Postanawia znaleźć dla niego kobietę. Jej wymagania to znajomość włoskiego, posiadanie majątku, musi lubić rozwiązywać krzyżówki i najlepiej jak by była blondynką. Julie przebiera się za nią na następnej randce co bardzo dziwi ojca Summer. Marissa spotyka Kevina, który proponuje rozmowę. Kevin często ją spotyka, jednak ona nie jest zbyt nim zainteresowana. | 9 marca 2006      | 30 kwietnia 2007 |
| 17 | The Journey                      | Nadchodzą 18 urodziny Ryana z tej okazji zostaje urządzone przyjęcie.Ryan chce zaprosić Sadie jednak ona mówi mu, że umówiła się z chłopakiem w Los Angeles. Chłopak nie zaprasza Marissy.Ta z braku towarzystwa zaczyna rozmawiać z Volchokiem. Julie mówi jej, że spotyka się z ojcem Summer. Summer mówi jej, że przysłali bilety na podróż statkiem do Cabo. Ta jest bardzo zaskoczona. Summer mówi jej, że ojciec zawsze oświadczał się na statku. Gdy Neil się o tym dowiaduje okazuje się, że zamówił bilety dawno temu przed rozwodem.Chciał oświadczyć się drugi raz swojej żonie by ratować małżeństwo. Na przyjęcie urodzinowe przychodzi Sadie. Marissa chce dać Ryanowi na urodziny płytę, która mu się bardzo podobała, a spłonęła w domu. On przychodzi do niej do domu jednak ona jest na plaży z Volchockiem. Słucha płyty i wychodzi. Gdy Marissa idzie mu ją dać zawraca. | 16 marca 2006     | 2 maja 2007      |
| 18 | The Undertow                     | Do Newport wraca Jess. Dziewczyna wróciła z Las Vegas, gdzie mieszkała z Treyem – bratem Ryana. Nalega by ze sobą porozmawiali. Najpierw Ryan pomaga jej gdy co chwile przychodzi do niej były chłopak. Później gdy zorganizowała imprezę, zamknęła się pijana w domku i nie chciała wyjść. Ryan musiała do niej przyjechać. Był wtedy na kolacji z Sadie. Pojechał co bardzo ją uraziło. Inwestor nie chce budować z Sandym szpitala ponieważ pracuje z Mattem. Daje mu ultimatum.Matt lub szpital. Go Matta przychodzi Marissa mówiąc, że nie ma gdzie się podziać. Zostaje u niego na weekend gdy on jest w Los Angeles. Gdy Sandy chce z nim porozmawiać jest sfrustrowany, że widzi Marissę w jego mieszkaniu. Za Marissą ciągle chodzi Volcholk. Pod koniec odcinka Summer i Seth, Sadie i Ryan oraz Marissa i Kevin się kochają. | 23 marca 2006     | 4 maja 2007      |
| 19 | The Secrets and Lies             | Ryan, Sadie, Seth i Summer są w Bait Shop. Ryan wychodzi z Sadie, a Seth z Summer widzą jak Marissa całuje się z Volchockiem. Summer przychodzi rano do Marissy, a ona ukrywa Kevina, który u niej spał. Do dziewczyn dzwonią ich rodzice i zapraszają je na kolację. Ryan jest szczęśliwy odkąd spotyka się z Sadie. Kirsten zaprasza na romantyczną kolację Sandiego, ale on nie może z powodu pracy. Kirsten wychodzi z Sethem do kina. Summer z Sethem martwią się o Marissę i nie wiedzą czy powiedzieć o tym Rayanowi. Sandy zwalnia Matta z pracy. Mężczyzna obiecuje, że się zemści i rozgłosi, że mężczyzna przez którego Sandy go zwolnił bierze łapówki. Julie z Neilem mówią swoim córkom, że się zaręczyli. Marissa wychodzi w połowie przyjęcia z Kevinem. Marissa wraca do alkoholu. Summer dzwoni do Setha i prosi, aby powiedział Ryanowi o Marissie. Seth idzie do niego i mówi mu prawdę, ale nie wiedział, że w pokoju jest Sadie. Ryan postanawia nie wtrącać się w życie Marissy. Julie przeprowadza się do ojca Summer. Ryan zauważa w szkole, że Marissa wróciła do alkoholu. Summer kłóci się z Marissą. Matt pakuje swoje rzeczy z biura zabierając także niektóre akta. Ryan jest z Sadie na randce. Do klubu wchodzą koledzy Kevina, którzy mówią o Marissie. Sadie z Ryanem wychodzą. Ryan wraca do klubu i mówi jednemu z kolegów Kevina, że będzie czekał na Volchocka rano na molo. Spotykają się tam i Ryan mówi, aby Kevin dbał o Marissę, bo ona na to zasługuje. Sadie sprzedała dom matki Johnny'ego i nie ma po co dalej zostawać w mieście. Mówi Ryanowi, że wyjeżdża. Marissa nie idzie na kolację, którą zaplanowali Julie i ojciec Summer. Kirsten zabiera Setha do klubu AA. Marissa jest smutna z powodu kłótni z Summer. Kevin proponuje jej narkotyki, ale Marissa odmawia. Idzie na spacer. Spotyka Ryana, który był u Sadie w domu, ale ona wyjechała bez pożegnania. Marissa jedzie na lotnisko i mówi Sadie, żeby nie wyjeżdżała, bo Ryanowi na niej zależy. Sadie pyta dlaczego to zrobiła, a Marissa odpowiada, że chce by Ryan był szczęśliwy. Matt zostaje pobity przez ludzi właściciela szpitala. Kirsten mówi na spotkaniu AA, że dzięki Sethowi udało jej się zerwać z nałogiem. Neil mówi Julie, że ich zaręczyny są na próbę i jak dzieci nie będą zadowolone to się nie pobiorą. Summer to wszystko słyszy. Próbuje pocieszyć Julie. Marissa idzie do Kevina i bierze narkotyki. Sandy idzie do Matta i zauważa, że został pobity. Ryan idzie do domu gdzie czeka Sadie. Mówi mu, że zostaje. | 30 marca 2006     | 7 maja 2007      |
| 20 | The Day After Tomorrow           | Uczelnie zakończyły rekrutację. Jedni kandydaci dostają pozytywne wiadomości, a ci, których podania odrzucono, muszą na nowo planować przyszłość. Ryan i Seth zastanawiają się, co będą robić po ukończeniu szkoły. Ich podejście do przyszłości niepokoi Sandy'ego i Kirsten. Taylor organizuje kolejne zwariowane przyjęcie, tym razem na zakończenie szkoły. Przy tej okazji Marissa i Summer próbują się pogodzić. Dramatyczna sytuacja Sandy'ego w pracy zaczyna odbijać się na życiu całej rodziny. | 6 kwietnia 2006   | 8 maja 2007      |
| 21 | The Dawn Patrol                  | Ryan jedzie z wizytą do rodziny. Poznaje osobę, która blisko współpracuje z jego matką. Taylor i Summer układają skomplikowany plan, który ma im pomóc w poznaniu zamierzeń Setha. Ich działania przynoszą zaskakujące rozwiązanie, co bardzo rozczarowuje Summer. Julie Cooper bez zapowiedzi odwiedza Volchoka i udziela mu ostrej reprymendy. Marissa musi wstawić się za dziewczyna napastowaną w trakcie przyjęcia organizowanego przez kolegów Volchoka. Sandy znajduje rozwiązanie kłopotów z Mattem, ale zostawia Kirsten samą w domu. | 13 kwietnia 2006  | 9 maja 2007      |
| 22 | The College Try                  | Niebawem skończy się rok szkolny. Ryan, Seth Summer i Marissa jadą na kursy przygotowawcze. Kirsten odwozi chłopców na lotnisko i przy okazji spotyka Theresę i jej synka. Na uczelni Seth spotyka Annę, która natychmiast przypada mu do gustu. Podczas przyjęcia Kirsten znów zaczyna pić. | 20 kwietnia 2006  | 10 maja 2007     |
| 23 | The Party Favor                  | Bal na zakończenie szkoły jest okazją do ujawnienia skrajnych emocji. Taylor jest w doskonałym humorze, a Summer ma nieudaną zabawę z powodu źle dobranej pary. Seth i Anna wpadają na pomysł, jak nakłonić Summer do powrotu do Setha. Marissie udaje się przekonać Volchoka, aby towarzyszył jej podczas balu. Pozbawiony pary Ryan zaprasza byłą dziewczynę. Kiedy zostaje ogłoszona królowa balu, dochodzi do sporego zamieszania. Gdy okazuje się, że zniknęły fundusze zgromadzone przez Taylor na bal, Ryan wraca do dawnych nawyków i zaczyna być agresywny. | 27 kwietnia 2006  | 11 maja 2007     |
| 24 | The Man of the Year              | Po gwałtownych zajściach na balu absolwentów Ryan musi dojść do porozumienia z Volchokiem. Jedna z gazet ogłasza Sandy'ego człowiekiem roku. Niestety, nie rozwiązuje to jego problemów związanych z inwestycją w nowy szpital. Kaitlin dzwoni do starszej siostry z prośba o pomoc. Marissa jedzie do niej do internatu. Pod wpływem Ryana Theresa musi podjąć bardzo trudną decyzję. Za sprawą Setha mieszkańcy Newport popadają w poważne kłopoty. | 4 maja 2006       | 14 maja 2007     |
| 25 | The Graduates                    | Rok szkolny dobiegł końca. Seth, Summer, Marissa i Ryan podsumowują czas, który spędzili razem. Ten pierwszy musi uporać się z kłopotami, w które ostatnio wpadł, narażając się na gniew Sandy'ego i popadając w konflikt z policją. Mama Ryana ma dla niego niespodziankę. Marissa otrzymuje zaskakującą propozycję, która mogłaby zmienić wszystkie jej plany. Summer nie potrafi się pogodzić z rozstaniem z Sethem. Sandy szokuje Kirsten decyzją po odwiedzinach u obrońcy. Kaitlin wraca do Julie i zapowiada, że teraz ona będzie robić zamieszanie w szkole. Ryan odwozi Marissę, która leci do swojego ojca, na lotnisko. Dogania ich zazdrosny Volchok, który spycha samochód Ryana do przepaści. Marissa ginie w wypadku. Umiera w ramionach Ryana. | 18 maja 2006      | 15 maja 2007     |

## Seria 4
| #  | Tytuł                        | Opis odcinka | Data emisji       | Data emisji      |
| -- | ---------------------------- | --- | ----------------- | ---------------- |
| #  | Tytuł                        | Opis odcinka | Stany Zjednoczone | Polska           |
| 01 | The Avengers                 | Przyjaciele przeżywają śmierć Marissy. Ryan wyprowadza się z domu Cohenów i w samotności stara się ukoić ból po stracie Marissy. Seth i Summer dbają, by nie zszedł na złą drogę.Julie Cooper, matka Marissy, stara się zapomnieć o śmierci córki. Taylor ukrywa się przed przyjaciółmi. | 2 listopada 2006  | 28 sierpnia 2007 |
| 02 | The Gringos                  | Seth i Ryan Wyjeżdżają do Meksyku w poszukiwaniu Kevina. Seth poznaje osobę, która może im pomóc. Szkoła Harbor ma nowego dziekana do spraw dyscypliny. Tymczasem Cohenowie zrywają wszelkie kontakty z Julie, gdy dowiadują się, że spiskowała wraz z ich synami.Taylor ujawnia szczegóły swoich niepowodzeń we Francji. Summer nadal unika wszystkiego, co wiąże ją z przeszłością w Orange County. | 8 listopada 2006  | 30 sierpnia 2007 |
| 03 | The Cold Turkey              | Cohenowie nadal żyją ostatnimi wydarzeniami, które miały miejsce w Meksyku, nie mogą wybaczyć Julie, że spiskowała z Sethem i Ryanem. Sandy w końcu zgadza się, by to Ryan decydował o tym, co stanie się z Volchokiem. Summer odwiedza rodzinne strony i spotyka się z Sethem. | 9 listopada 2006  | 29 sierpnia 2007 |
| 04 | The Metamorphosis            | Seth dopasowuje się do nowych zwyczajów i potrzeb Summer. Ryan spotyka się z Taylor. Pomaga jej uwolnić się od dawnych zobowiązań. Julie i Kaitlin starają trzymać się z dala od kłopotów. | 16 listopada 2006 | 31 sierpnia 2007 |
| 05 | The Sleeping Beauty          | Summer i Che angażują się w walkę o środowisko naturalne. Julie i Kaitlin rywalizują o względy instruktora tenisa – Spencera Bullita. Taylor uwodzi Ryana. Proponuje mu wypróbowany sposób na bezsenność. | 30 listopada 2006 | 3 września 2007  |
| 06 | The Summer Bummer            | Sandy i Kirsten odkurzają znajomość z Ryanem. Kaitlin organizuje w domu Robertsów przyjęcie dla dziewczyny, która cieszy się kiepską opinią. Prawda o Che wychodzi na jaw. | 7 grudnia 2006    | 4 września 2007  |
| 07 | The Chrismukk-huh?           | Kirsten pyta Ryana, czy chce zaprosić Taylor na kolację wigilijną. Chłopak waha się, ale w końcu postanawia ją zaprosić, jednak kiedy Taylor przychodzi do Cohenów, unika tego tematu. Taylor, pewna swojego zaproszenia, jest na niego wściekła i wchodzi za nim na drabinę. Para spada z niej i ląduje w szpitalu w śpiączce. Przenoszą się do równoległego świata, w którym muszą coś naprawić, jednak nikt ich nie rozpoznaje. W tym świecie Ryan nigdy nie został zaadoptowany przez Cohenów. W efekcie Sandy i Kirsten się rozwodzą. Sandy zostaje burmistrzem i żeni się z Julie, która udaje filantropkę. Kirsten przewodzi Newport Group i wychodzi za Jimmy'ego. Seth nadal jest pośmiewiskiem i wzdycha do Summer, która wyrosła na idiotkę i wkrótce ma wyjść za mąż za Che (który zajął miejsce Ryana w Harbor). Che zdradza ją jednak z Julie. Taylor myśli, że w tym świecie Marissa nadal żyje i mówi o tym Ryanowi. Chłopak jedzie na lotnisko, ponieważ "panienka Cooper" wraca z Berkeley. Okazuje się, że mowa o Kaitlin, a Marissa umarła w Tijuanie (nie miał jej kto uratować). Ryan jest załamany. Razem z Taylor idą na przyjęcie do Kirsten, gdzie widzą panią Townsend krytykującą męską wersję Taylor – Taylora. Taylor mówi matce, co o niej myśli, i wraca do prawdziwego świata. Ryan próbuje połączyć ze sobą Setha i Summer oraz Kirsten i Sandy'ego, myśląc, że to pozwoli mu wrócić do prawdziwego świata. Tymczasem Kirsten i Julie znajdują list, który Marissa wysłała do Ryana dzień przed planowanym wyjazdem do Grecji. Julie kładzie go obok łóżka chłopaka. W ten sposób list "przenosi się" do równoległego świata. Ryan czyta go i rozumie, że musiał pogodzić się z jej śmiercią, żeby wrócić. Budzi się ku uciesze rodziny i przyjaciół, którzy siedzą przy jego łóżku, mimo że jest Wigilia. | 14 grudnia 2006   | 5 września 2007  |
| 08 | The Earth Girls Are Easy     | Zbliża się Nowy Rok. Ryan zabiera Taylor do Las Vegas. Summer ma pretensje do Setha, że nic dla niej nie przygotował. Seth, aby uniknąć kłótni, pyta Ryana, czy mogą zabrać się z nimi. Summer może być w ciąży (o czym informuje ją Taylor). Dziewczyny kupują test ciążowy, ale nie mają okazji go zrobić, bo do pokoju wpada Seth. Zabierają go ze sobą do Las Vegas. Na stacji benzynowej Seth zauważa pudełko, Taylor kłamie, że to jej. Chwilę później chłopak podsłuchuje jednak jej rozmowę z Ryanem o ich pierwszym razie. Wnioskuje, że Taylor może być w ciąży z kimś innym. Dziewczyny idą do łazienki i robią test, ale w chwili nieuwagi kradnie go dziwna dziewczyna przebrana za kosmitkę. Przyjaciele jadą za jej samochodem i trafiają na sylwestrową imprezę. Julie ma kłopoty z księgowością. | 21 grudnia 2006   | 6 września 2007  |
| 09 | The My Two Dads              | Seth i Summer nie są pewni swego postanowienia i każde z osobna boi się zerwać zaręczyny. Ojciec Ryana odwiedza syna, co kończy się kłótnią i interwencją Sandy'ego. | 4 stycznia 2007   | 7 września 2007  |
| 10 | The French Connection        | Seth jedzie do Seattle, aby poprosić dr Robertsa o rękę Summer, która w tym czasie za pomocą Holly poznaje życie mężatki w Newport Beach. W księgarniach pojawia się erotyczna książka byłego męża Taylor, opowiadająca o ich romansie. Na promocji zjawia się sam autor. Jego pojawienie się i książka powodują komplikacje w związku Taylor i Ryana. Kirsten odkrywa kombinacje Julie i wyrzuca ją z firmy. Kaitlin zakochuje się w koledze ze szkoły, którego wcześniej uważała za dziwnego kujona. | 11 stycznia 2007  | 10 września 2007 |
| 11 | The Dream Lover              | Seth z Summer jak zarówno Ryan z Tylor nie są pewni swych związków i próbują od siebie uciec nawzajem lub je naprawić, co niezbyt im wychodzi. Były mąż Tylor ratuje ich związek, a Che ratuje zwierzęcego ducha Setha. Julie za to stara się naprawić swą przyjaźń z Kirsten. | 18 stycznia 2007  | 11 września 2007 |
| 12 | The Groundhog Day            | Kirsten obchodzi 40. urodziny i dowiaduje się, że jest w ciąży. Che próbuje odkryć, czy Seth jest jego bratnią duszą i namawia go do uwolnienia świstaka. Zostają przyłapani i zamknięci w więzieniu. Zadanie przejmuje Summer, która namawia dziewczynę w przebraniu świstaka do uwolnienia zwierzęcia. Jednak ona też zostaje złapana i w więzieniu okazuje się właściwą bratnią duszą Che. Taylor próbuje wyleczyć się ze swoich dziwactw, jednak bezskutecznie i w końcu wraca do Ryana. Bullit oświadcza się Julie, co bardzo cieszy Kaitlin. Julie przyjmuje w końcu oświadczyny i zrywa z Frankiem Atwoodem. | 25 stycznia 2007  | 12 września 2007 |
| 13 | The Case Of The Franks       | Walentynki. Ryan obawia się, że zamęt wokół ferii zniszczy jego kontakty z Taylor. Nad wspólną przyszłością Summer i Setha pojawia się coraz więcej znaków zapytania, w większości związanych z ich byłymi sympatiami. Kirsten postanawia podzielić się z Sandym pewnym sekretem. Ryan podejmuje próbę pogodzenia się z ojcem. Pośrednikiem w tych sprawach jest Taylor. Julie musi zdecydować, czy chce być z Frankiem, czy z mężczyzną, który zaproponował jej małżeństwo. | 1 lutego 2007     | 13 września 2007 |
| 14 | The Shake Up                 | Taylor ma nadzieję, że Ryan wyzna jej miłość. Wkrótce rozpocznie naukę na tej samej uczelni, na której uczy się Ryan. Summer podpowiada jej, jak nakłonić chłopaka do wyznań. Między Kaitlin i Julie dochodzi do kolejnej sprzeczki o Franka. Tym razem Julie ma świadomość, że konflikt z córką jest poważny. Summer narzeka, że Seth nie ma żadnej pasji i nie podziela jej zainteresowania ochroną środowiska naturalnego. W Newport dochodzi do trzęsienia ziemi. | 8 lutego 2007     | 14 września 2007 |
| 15 | The Night Moves              | Trzęsienie ziemi wywołało ogromne zniszczenia. Miasto zostało pozbawione prądu, nie działają telefony. Cohenowie nie mogą uzyskać informacji, co się dzieje z dziećmi. Ryan jest ranny. Seth przejmuje rolę opiekuna. Summer i Taylor niepokoją się o los chłopaków, o których nie mają żadnej wiadomości. Julie i Kaitlin tkwią uwięzione w ruinach lodziarni. Sandy dowodzi ewakuacją przerażonego tłumu klientów, których trzęsienie ziemi zastało w centrum handlowym. | 15 lutego 2007    | 17 września 2007 |
| 16 | The Ends Not Near, It's Here | Kirsten, Sandy, Seth i Ryan po trzęsieniu ziemi zamieszkują w domu Summer wraz z Julie oraz Kaitlin. Julie jest w ciąży z Frankiem, lecz ten na wieść o tym panikuje i zostawia Julie, więc ta postanawia poślubić Bullita. Rzeczoznawca stwierdza, że dom Cohenów nie nadaje się do remontu. Seth i Ryan jadą do Berkeley, chcąc kupić pierwszy dom ich rodziców, lecz jest on zamieszkiwany przez parę gejów, którzy nawet nie myślą o przeprowadzce. Seth i Ryan postanawiają ściągnąć tam rodziców. Chwile potem Kirsten rodzi dziewczynkę. Julie przenosi swój ślub do Berkeley, nie chcąc, aby ominął on Kirsten. W ostatniej chwili do panny młodej dzwoni Frank, wyznając miłość. Julie postanawia odwołać ślub i pozostać sama. Gejowska para zmienia zdanie i zgadza się na sprzedaż domu Cohenom. Seth i Ryan jadą na studia, Summer udaje się w podróż z grupą ekologów, Cohenowie wiodą spokojne życie w Berkeley, a Julie postanawia skończyć naukę. Kilka lat później Summer poślubia Setha, Julie dostaje dyplom ukończenia uczelni. Ryan będąc architektem zauważa na ulicy młodego chłopaka przy budce telefonicznej, w którym dostrzega siebie z dzieciństwa. | 22 lutego 2007    | 18 września 2007 |

## Odcinki specjalne
W czasie drugiego sezonu wyemitowano także dwa odcinki specjalne:
- The O.C. – Obsess Completely (16 września 2004)
- Welcome to The O.C. – A Day In The Life (23 września 2004)